# Valkenburg (Limburg)
Valkenburg (Limburgs: Valkeberg of Vallekeberg) is een stad in de Nederlandse gemeente Valkenburg aan de Geul, gelegen in het Zuid-Limburgse Heuvelland. Valkenburg is de grootste kern en naamgever van deze gemeente. Valkenburg heeft een sterk toeristisch karakter. De historische stadskern met zijn vele horecagelegenheden, het omliggende heuvelland en een groot aantal toeristische attracties vormen de belangrijkste publiekstrekkers.

## Geografie

### Fysische geografie
Valkenburg ligt in een dal dat gevormd is door het riviertje de Geul. Diverse steile hellingen leiden aan de noordzijde van het stadje naar het Centraal Plateau en aan de zuidzijde naar het Plateau van Margraten. Bekende hellingen (onder andere in verband met wielrennen) zijn de Cauberg, de Sibbergrubbe en de Emmaberg. Een deel van de hellingen is bebost. De bodem bestaat uit löss of Limburgse klei. In de ondergrond bevinden zich dikke lagen Limburgse mergel, soms afgewisseld met vuursteen, die beide soms aan de oppervlakte komen. Beide soorten natuursteen worden sinds mensenheugenis gewonnen en hebben hun sporen in het landschap nagelaten (zie vuursteenmijnen van Valkenburg en Limburgse mergelgroeven).

### Stedelijk weefsel
Het stadscentrum van Valkenburg bestaat uit twee delen: de historische kern en het winkelgebied. De middeleeuwse kern van Valkenburg is klein. Het omvat een min of meer driehoekig gebied, aan de noordzijde begrensd door de zuidelijke tak van de Geul. Hierbinnen bevinden zich de parochiekerk (H.H. Nicolaas en Barbarakerk), de hoofdstraat (Grotestraat) en een beperkt aantal kleinere straatjes. Een groot deel van de bebouwing is van lokale mergelsteen, wat geleid heeft tot de zelfgekozen titel "Valkenburg Mergelstad". Het huidige winkelcentrum van Valkenburg bevindt zich ten noorden van de historische kern rondom het Theodoor Dorrenplein. Valkenburg kent verschillende pleinen, alle buiten het historische centrum gelegen. Van west naar oost: Grendelplein, Theodoor Dorrenplein, Walramplein en Berkelplein. De belangrijkste naoorlogse uitbreidingswijken bevinden zich ten noordwesten van het centrum (Broekhem en Stoepert) en ten zuidoosten daarvan (Neerhem).

### Nabijgelegen kernen
De plaats Valkenburg omvat ook de ooit als aparte kerkdorpen of buurtschappen beschouwde woonwijken Sint-Pieter, Plenkert, Neerhem, Stoepert en Broekhem, terwijl ook de iets verder weg gelegen buurtschappen Emmaberg en Heek soms tot Valkenburg gerekend worden. Rondom de stad liggen de dorpen Broekhem, Houthem, Berg, Arensgenhout, Hulsberg, Schimmert, Sibbe, Oud-Valkenburg en Schin op Geul, en de buurtschappen Strabeek, Geulhem, Emmaberg, Heek en Vilt.

## Geschiedenis

### Prehistorie en Romeinse tijd

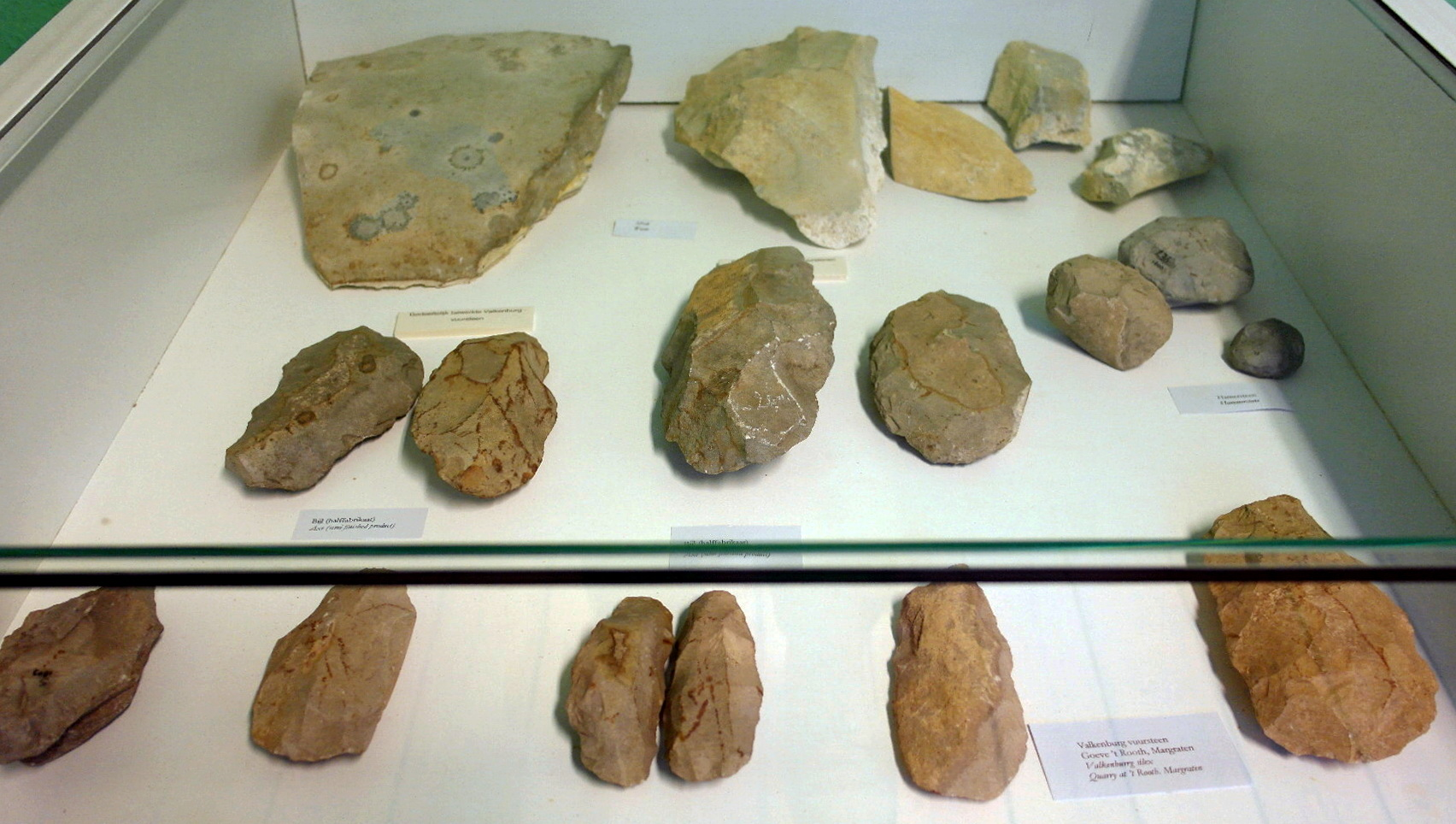
Prehistorische vuursteenwerktuigen in Museum Valkenburg

Al vele duizenden jaren voor de christelijke jaartelling was er sprake van menselijke bewoning in de Geulvallei. Het complex van prehistorische vuursteenmijnen aan de Plenkertstraat was al omstreeks 3300 voor Chr. in bedrijf, evenals de iets recentere vuursteenmijnen in het Biebosch. Talrijke gevonden gebruiksvoorwerpen en diverse fundamenten van bouwwerken zijn het bewijs van een vrij intensieve bewoning in de Romeinse tijd. Ten noorden van Valkenburg, uitkijkend over het Geuldal lagen enkele villae rusticae: de Romeinse villa Valkenburg-Vogelenzang, de Romeinse villa Valkenburg-Bosstraat en de Romeinse villa Valkenburg-Heihof. De laat-Romeinse wachtpost op de Goudsberg kondigde het einde van de Romeinse en het begin van de Frankische tijd aan.

### Middeleeuwen
Het eerste deel van de naam Valkenburg (in het Frans Fauquemont) verwijst waarschijnlijk naar de middeleeuwse valkerij, de jacht met valken, die in de middeleeuwen populair was bij de adel. Het toponiem burg was oorspronkelijk het Middelnederlandse woord voor vesting, maar heeft daarnaast ook de betekenis van burcht of kasteel en van stad. De eerste schriftelijke vermelding van de naam Valkenburg dateert van 1041. In dat jaar schonk de Duitse koning Hendrik III een aantal dorpen aan zijn nicht Ermgard (of Irmengard). De oorkonde draagt de datum 15 februari 1041 en de naam Falchenberch is duidelijk leesbaar.

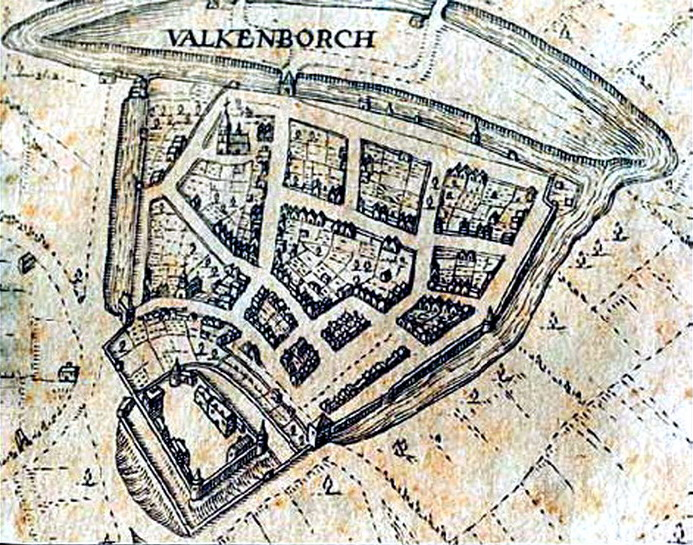
Valkenburg, 14e-18e eeuw

Waarschijnlijk was het Gosewijn I van Valkenburg, die op de Heunsberg het eerste Kasteel Valkenburg bouwde en van daaruit de stad en het Land van Valkenburg bestuurde. Geleidelijk groeide aan de voet van de Heunsberg een nederzetting, die echter in alle opzichten afhankelijk was van de hooggelegen burcht. De heren van Valkenburg bezaten onder meer het patronaatsrecht van de kerk van Valkenburg en zorgden voor het onderhoud van de verdedigingswerken. Belegeringen en veroveringen kenmerken de geschiedenis van Valkenburg. Zo werd in 1327 tijdens een belegering door hertog Jan III van Brabant de Geul afgedamd en het stadje onder water gezet.
Leden van het huis Heinsberg-Valkenburg speelden een belangrijke rol in de West-Europese geschiedenis. Twee leden van de familie bekleedden de belangrijke post van aartsbisschop en keurvorst van Keulen: Filips I van Heinsberg en Engelbert II van Valkenburg. Gosewijn III was een belangrijk bondgenoot en krijgsheer in dienst van keizer Frederik I Barbarossa bij diens Italië-campagnes, Walram de Rosse geldt als een van de helden van de Slag bij Woeringen en Walrams zuster Beatrix van Valkenburg, getrouwd met Richard van Cornwall, bracht het zelfs tot Rooms-Duits koningin. In 1352 stierf de Valkenburgse dynastie uit. Toch bleef het Land van Valkenburg min of meer zelfstandig onder Brabants toezicht als een van de drie Landen van Overmaas. In latere jaren waren de drossaards namens de hertogen van Brabant verantwoordelijk voor onder andere de inning van belastinggelden en de instandhouding van het kasteel en de stadsmuren. De drossaard Dirk van Pallandt zorgde er in 1465 voor dat het beleg door de Luikenaren kon worden afgeslagen.

### Van de Tachtigjarige Oorlog tot de XIXe eeuw

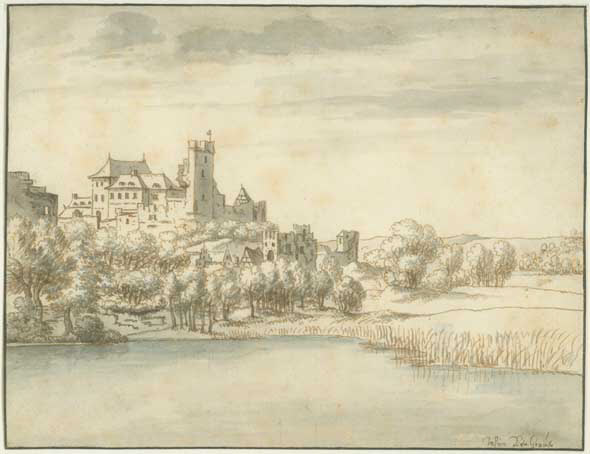
Het kasteel van Valkenburg kort voor de verwoesting in 1672

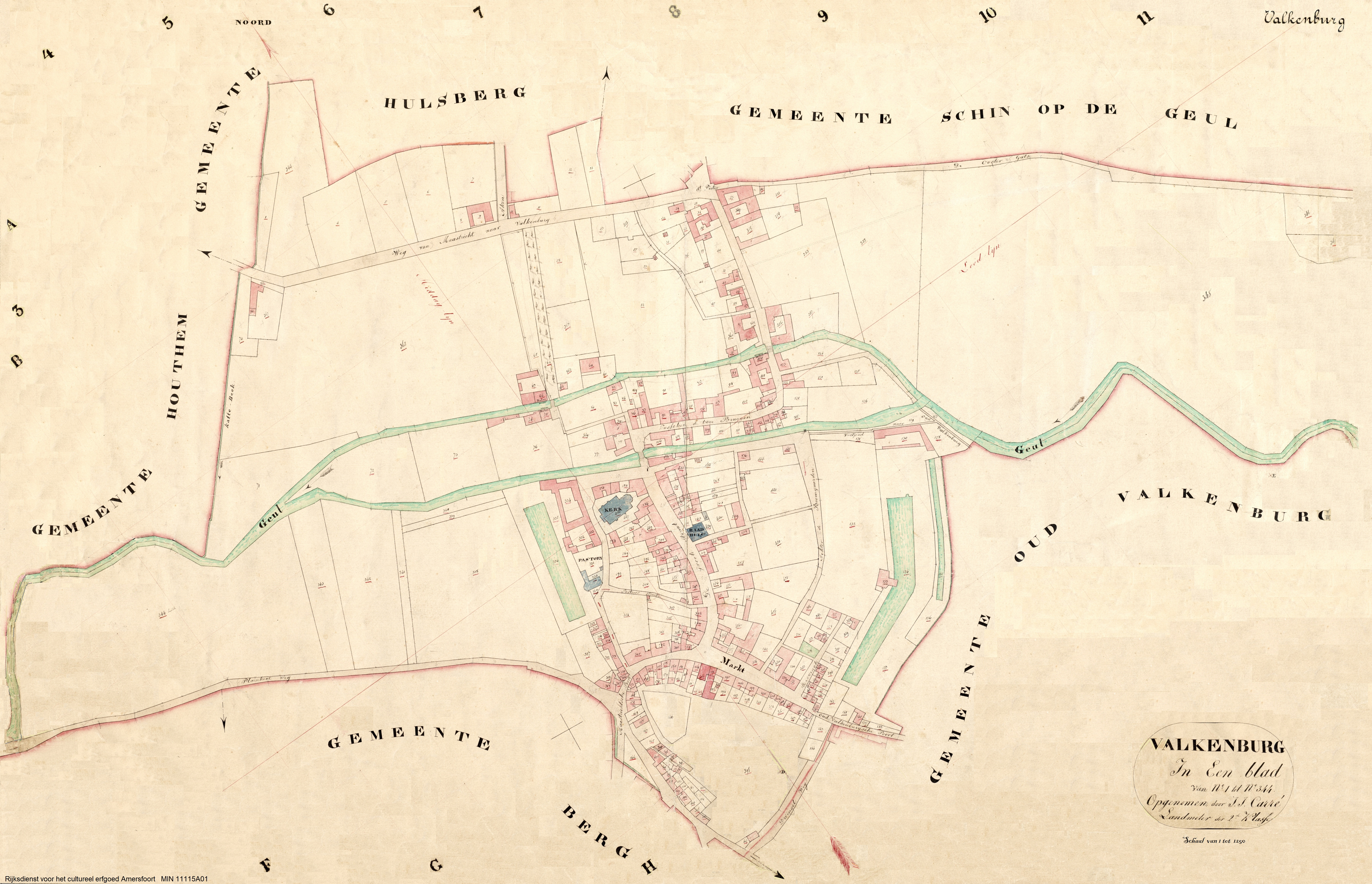
Kadasterkaart Valkenburg, circa 1820

Tijdens de Tachtigjarige Oorlog vonden diverse belegeringen van het Geulstadje plaats, waarvan de bloedigste in 1636 aan circa 50 burgers het leven kostte. In 1644 werd in Valkenburg het simultaneum ingevoerd, wat inhield dat de parochiekerk vanaf dat moment gedeeld moest worden door rooms-katholieken en protestanten. Bij de Vrede van Münster van 1648 werd er geen overeenstemming bereikt over het Land van Valkenburg. Pas in 1661 sloten de Republiek der Verenigde Nederlanden en Spanje het Partagetraktaat, waarin de Landen van Overmaas werden verdeeld in een Staatse partage en een Spaanse partage. Terwijl het kasteel en de stad Valkenburg Staats werden, bleven de naburige dorpen Sibbe, Oud-Valkenburg, Strucht, Schin op Geul en het Kasteel Oost onder Spaans bestuur. De Geul vormde aan de noordkant van het stadje de grens tussen de twee partages. Op het zogenaamde Geuleiland, direct buiten de Geulpoort, verrees in 1661 het nog bestaande Spaans Leenhof. In 1785 sloten de Staten-Generaal en de Oostenrijkse Habsburgers het Verdrag van Fontainebleau, waarbij de eerdergenoemde dorpen Staats werden.
Het kasteel van Valkenburg werd in het rampjaar 1672 verwoest door terugtrekkende Hollandse troepen, die wilden voorkomen dat de oprukkende Fransen er gebruik van konden maken. Slechts twee stadspoorten (de Berkelpoort en de Grendelpoort) en een deel van de stadswallen overleefden de vernietiging. De machtige hoogteburcht was nog slechts een ruïne. Valkenburg was vanaf dat moment niet langer vestingstad, maar behield in bestuurlijk opzicht een zeker belang. Behalve het eerder genoemde Spaans Leenhof, zetelde in het landhuis in de Grotestraat de Staatse rechtbank, waar in de 18e eeuw onder andere strafprocessen werden gevoerd tegen (vermeende) leden van de bende der Bokkenrijders die daarna opgehangen werden op de galg op de Emmaberg. Een plaquette aan de muur van het streekmuseum, dat op de plaats van het landhuis staat, herinnert aan deze duistere periode.

### Stichtingen van Duitse kloosters
Tijdens de Kulturkampf van 1872 tot 1879, die Otto von Bismarck voornamelijk in Pruisen voerde tegen de Katholieke Kerk werden er in en rond Valkenburg enkele Duitse kloosters gesticht:
- Het Klooster Ravensbosch. In 1885 bouwden Duitse paters Oblaten van de Onbevlekte Maagd Maria dit klooster bij Arensgenhout met priesteropleiding.[3]
- Als onderdeel van de Kulturkampf werd in 1872 in het koninkrijk Pruisen de jezuïetenwet aangenomen. Daardoor moesten in de Pruisische Rijnprovincie de vestigingen in Keulen, Essen, Bonn-Kreuzberg, Bonn-Stad, Aken, Koblenz en Maria Laach worden gesloten. Zij kwamen in 1873 naar Zuid-Limburg en vestigden in Valkenburg het Collegium Maximum. Eerste steen gelegd op 1. Mai 1893. Het werd opleidingscentrum voor de Duitstalige Jezuïeten met een huisbibliotheek met 100.000 banden. Daarnaast hadden zij een vakbibliotheek in hun eigen woonvleugels. In 1942 vestigde de bezetter de Reichsschule der SS in het gebouw.[4]

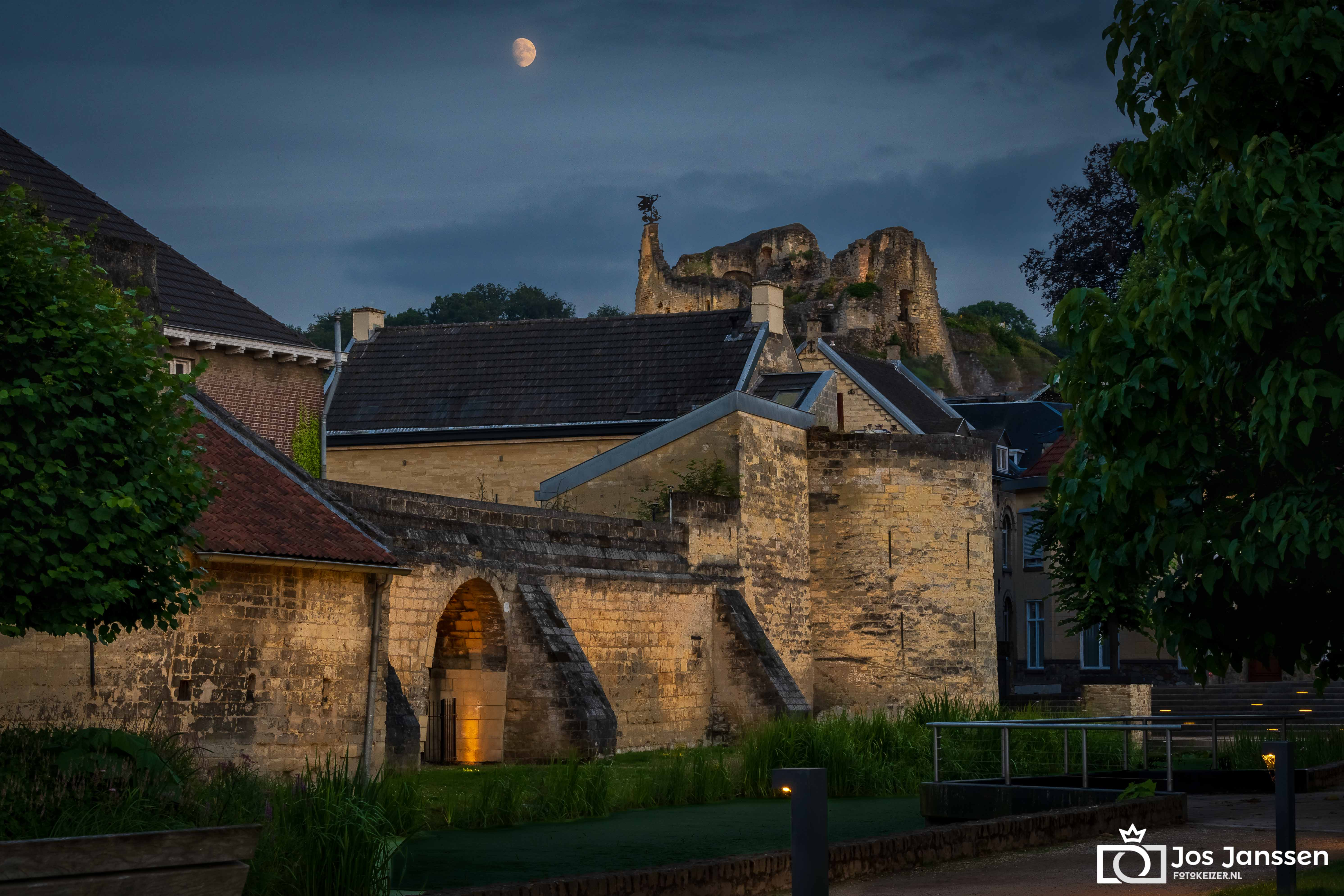
Kasteelruïne boven de stadsmuren van Valkenburg 's avonds.

- Kasteelruïne boven de stadsmuren van Valkenburg 's avonds. De kleine kloostergemeenschap Franciscanessen van St. Jozef kwamen in 1877 naar Valkenburg en openden in 1883 het Instituut St. Jozef. In de volksmond werd het ‘Klooster op St. Pieter’ genoemd, afgeleid van de gelijknamige buurtschap. Sinds 1967 onder de naam 'Kloosterkerk' in gebruik door de Hervormde Gemeente.[5]

### Toerisme

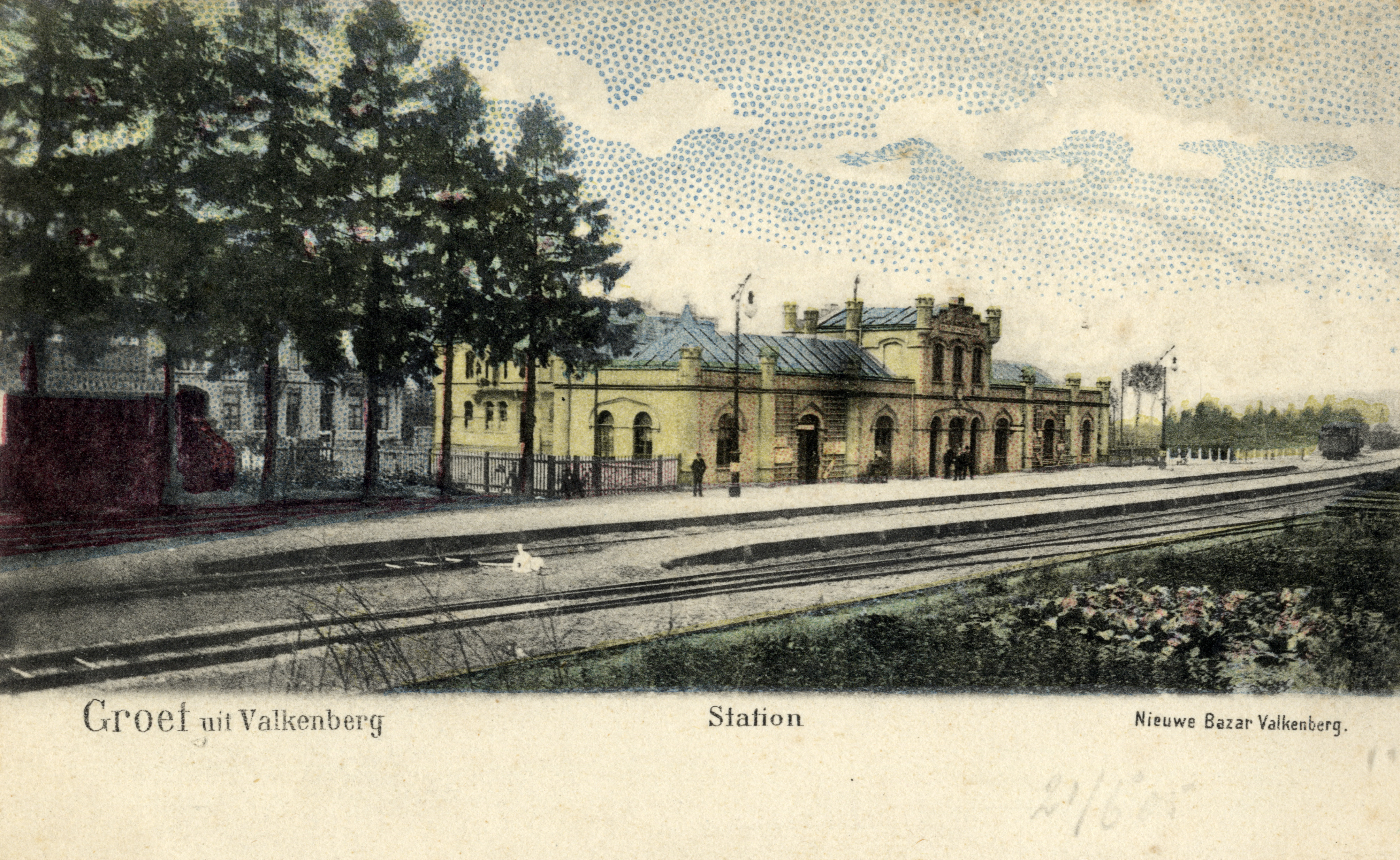
Ansichtkaart uit ca. 1900 met station Valkenburg, het oudste station van Nederland

Rond het midden van de negentiende eeuw ontwikkelde zich een nieuwe bron van inkomsten in het tot dan toe voornamelijk agrarisch georiënteerde stadje: het toerisme. De opening van de spoorlijn Aken - Maastricht in 1853 met het station Valkenburg (het oudste nog in gebruik zijnde stationsgebouw van Nederland) was een belangrijke stap op weg naar ontsluiting van het tot dan toe betrekkelijk geïsoleerde gebied. Om de aanvankelijk voornamelijk welgestelde toeristen van informatie en vermaak te voorzien, werd in 1885 in Valkenburg de eerste VVV van Nederland opgericht. Tevens zou in Valkenburg in 1901 het eerste dodelijke slachtoffer van een auto-ongeluk zijn gevallen.

### 1940-1945
Aanvankelijk leek de oorlog in Valkenburg wel mee te vallen. Dat veranderde toen de Duitsers ook hier Joden gingen deporteren. De joodse gemeente Valkenburg telde 19 gezinnen met 64 leden. Van de Joodse inwoners werden er 42 vermoord. Een ongeveer even groot aantal Joden heeft in Valkenburg de oorlog overleefd, onderduikers van elders meegeteld. Voor de huizen van waar mensen zijn gedeporteerd liggen zoals op zoveel plaatsen struikelstenen. De kans voor Joden om te overleven was volgens Herman Rens in Limburg groter dan in de rest van Nederland. Dat lag voornamelijk aan de agrarische gebieden in Noord-Limburg westelijk van de Maas en aan het district Heerlen van de L.O., waartoe ook Valkenburg behoorde. Hij stelt, dat die overlevingskans vooral op twee oorzaken terug te voeren was: de aanwezigheid van een kleine besloten groep, die elkaar precies kende en de aanwezigheid van initiatiefnemers. Dat was ook in Valkenburg het geval, toen Giel Berix uit Heerlen de Valkenburger Pierre Schunck voor het verzet kon winnen, want die was al actief in de Katholieke Actie, die veel verzetsmensen heeft opgeleverd.
Behalve de Joodse onderduikers waren er ook jonge mannen die niet wilden gaan werken in Duitsland, uit Valkenburg zelf (die vaak met behulp van familie konden onderduiken), maar ook van elders. De plaatselijke afdeling van de Landelijke Organisatie voor Hulp aan Onderduikers (LO) had met een bijzondere situatie te maken. De onderduikers werden niet alleen bij boeren ondergebracht, maar ook in hotels. Die waren voor een groot deel door het Duitse leger gevorderd. En juist daardoor waren de onderduikers er veilig. Maar het werden er steeds meer, de bevriende ambtenaren op het distributiekantoor konden het niet meer bijbenen. Een overval op het distributiekantoor in Valkenburg bleek onvermijdelijk. Daarbij werd een enorme hoeveelheid ditributiepapieren buitgemaakt, waarmee ook de rest van Zuid-Limburg kon worden voorzien.

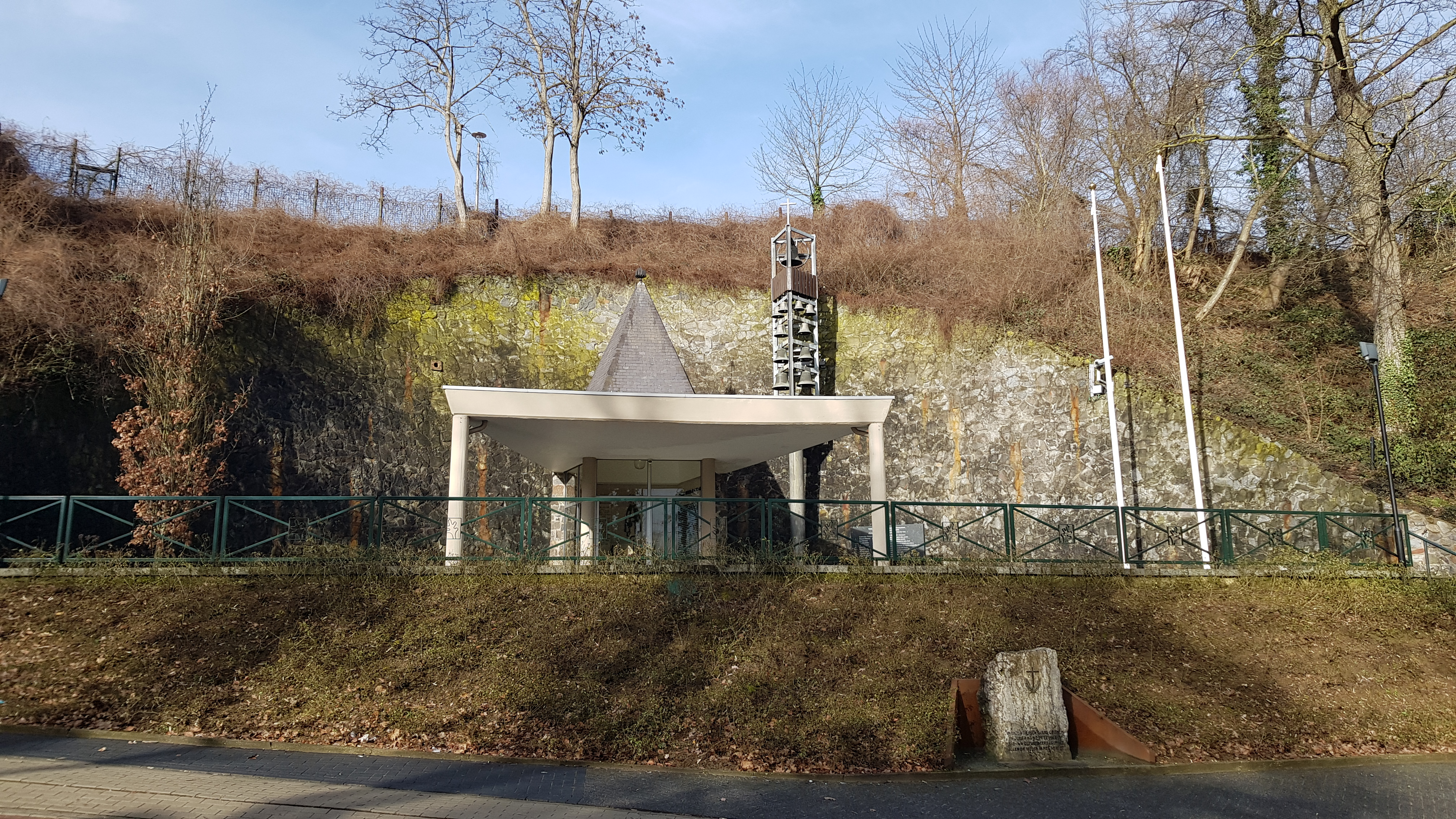
Provinciaal Verzetsmonument op de Cauberg. Rechtsonder de gedenksteen voor Coenen en Francotte

Kort voor de bevrijding, op 5 september 1944 (Dolle Dinsdag) werden Sjeng Coenen en Joep Francotte, leden van de Knokploeg Zuid-Limburg, gearresteerd en op de Cauberg doodgeschoten. Zij hadden kort daarvoor nog deelgenomen aan de bevrijding van tachtig gevangenen uit het Huis van Bewaring in Maastricht. Op de plek waar zij werden gefusilleerd staat een gedenksteen voor Coenen en Francotte. Daarachter werd het herdenkingsmonument van het Limburgs verzet opgericht. In 1958 werd er een zeshoekige kapel gebouwd met op de wanden de namen van de Limburgse verzetsmensen die zijn omgekomen in de Tweede Wereldoorlog. Bij deze kapel, het Provinciaal Verzetsmonument, vindt jaarlijks op 4 mei een dodenherdenking plaats. Tot 2005 was er bovendien begin september een aparte herdenking van de Limburgse verzetsmensen bij deze kapel, maar daarvan zijn er nu niet meer genoeg.
Bij de bevrijding door de Amerikanen in september 1944 werden in Valkenburg grote verwoestingen aangericht, waarbij onder andere alle Geulbruggen en enkele hotels werden opgeblazen. De Geul was enkele dagen frontlijn, terwijl een groot deel van de bevolking in de uitgestrekte gangenstelsels van de mergelgrotten schuilde

### Na de oorlog
Tot ver in de 20e eeuw behoorden de direct buiten de stadsmuur gelegen huizen tot andere gemeenten en parochies. Zo behoorde het gebied buiten de Grendelpoort tot de parochie en gemeente Berg en Terblijt. De wijk Neerhem buiten de Berkelpoort behoorde tot 1948 tot de gemeente Oud-Valkenburg. In de periode na de Tweede Wereldoorlog ontwikkelde het toerisme in Valkenburg zich voorspoedig, wat in de jaren 1970 tot ongewenste uitwassen van massatoerisme leidde, vooral door grote groepen jongeren in de zomermaanden. De daarop volgende verminderde populariteit van Valkenburg als toeristenbestemming (mede door de opkomst van vakantielanden als Spanje en Griekenland) leidde tot een heroriëntering, onder andere het inzetten op hoogwaardige vormen van toerisme (congrestoerisme, medisch toerisme, kuuroord, erfgoedtoerisme), spreiding van het aantal bezoekers ("Valkenburg Kerststad") en het aanspreken van andere doelgroepen (ouderen, welgestelden).
Op 14 en 15 juli 2021 overstroomden delen van Valkenburg doordat na hevige regenval de Geul buiten haar oevers trad. Daarbij raakten de bruggen over de Geul instabiel en werd de brug over de Geul in de Emmalaan door de kracht van het water weggeslagen. Honderden inwoners werden geëvacueerd, waaronder de bewoners van enkele verpleeg- en verzorgingshuizen, waarbij militairen assistentie verleenden. Met name het centrum van de stad werd zwaar getroffen. 700 woningen werden tijdelijk onbewoonbaar. In totaal werden 2300 huishoudens, 270 horecaondernemingen en 180 winkels getroffen door het hoge water. De schade werd geschat op ongeveer 400 miljoen euro, waarvan de helft inkomstenderving betrof.

## Bezienswaardigheden

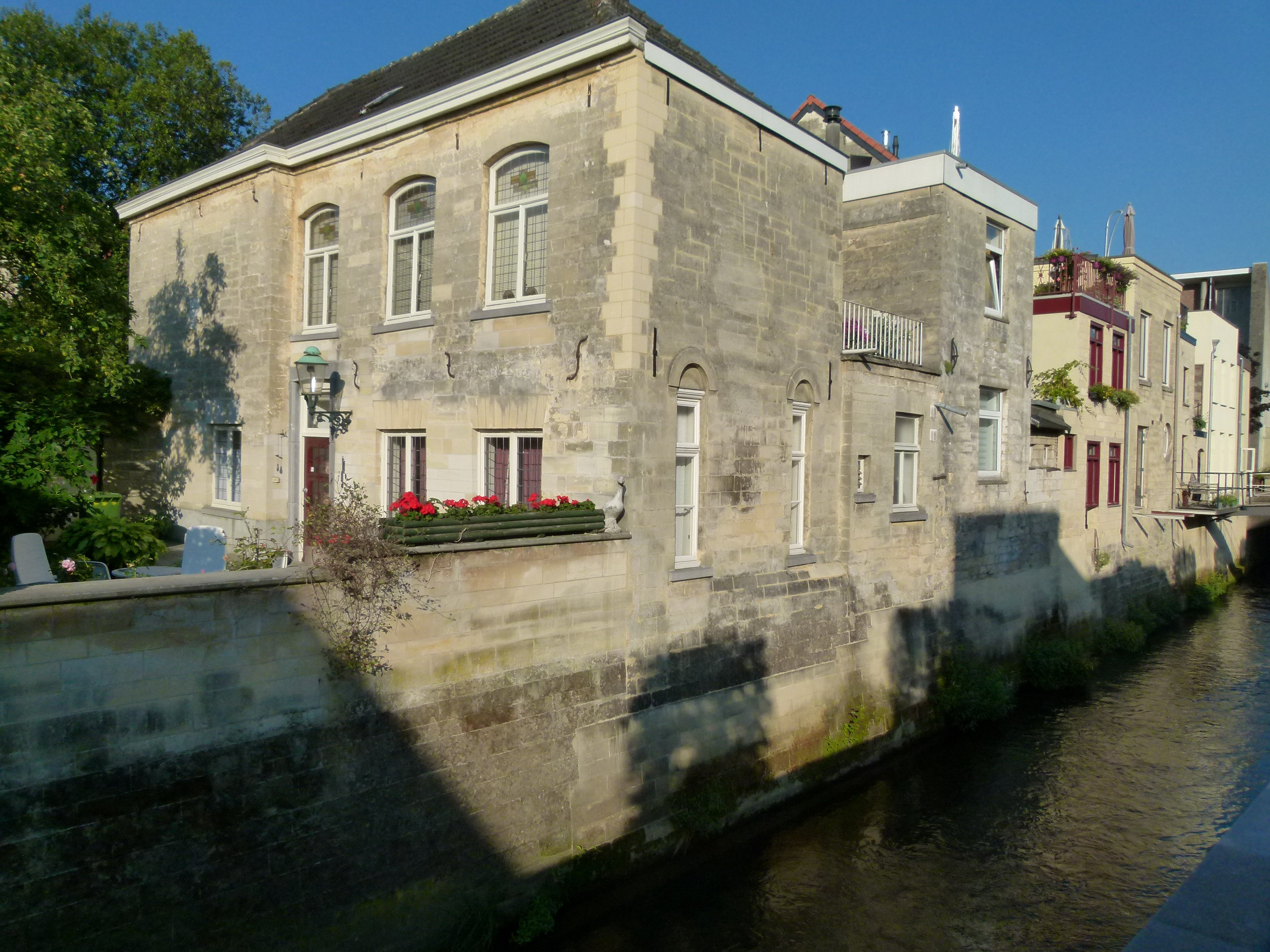
Geul met mergelhuizen

### Erfgoed
Een deel van het centrum van Valkenburg geniet bescherming als rijksbeschermd gezicht Valkenburg. Binnen dit gebied, maar ook buiten het centrum, liggen een groot aantal rijksmonumenten. De meeste oudere gebouwen zijn opgetrokken uit lokaal gedolven mergelsteen.

#### Verdedigingsbouwwerken
In het centrum van Valkenburg liggen een aantal bouwwerken die van strategisch belang waren voor de hoofdstad van het Land van Valkenburg, onder andere de ruïne van het Kasteel Valkenburg (de enige hoogteburcht in Nederland), het Kasteel Den Halder (oorspronkelijk een middeleeuwse vestingtoren, later verbouwd tot kasteelachtig huis), een deel van de middeleeuwse stadsmuur (in het Den Halderpark), de twee stadspoorten Berkelpoort en Grendelpoort. Deze laatste poort is in 2014 gerestaureerd en deels herbouwd, terwijl in hetzelfde jaar ook de reconstructie van de verdwenen Geulpoort is begonnen.

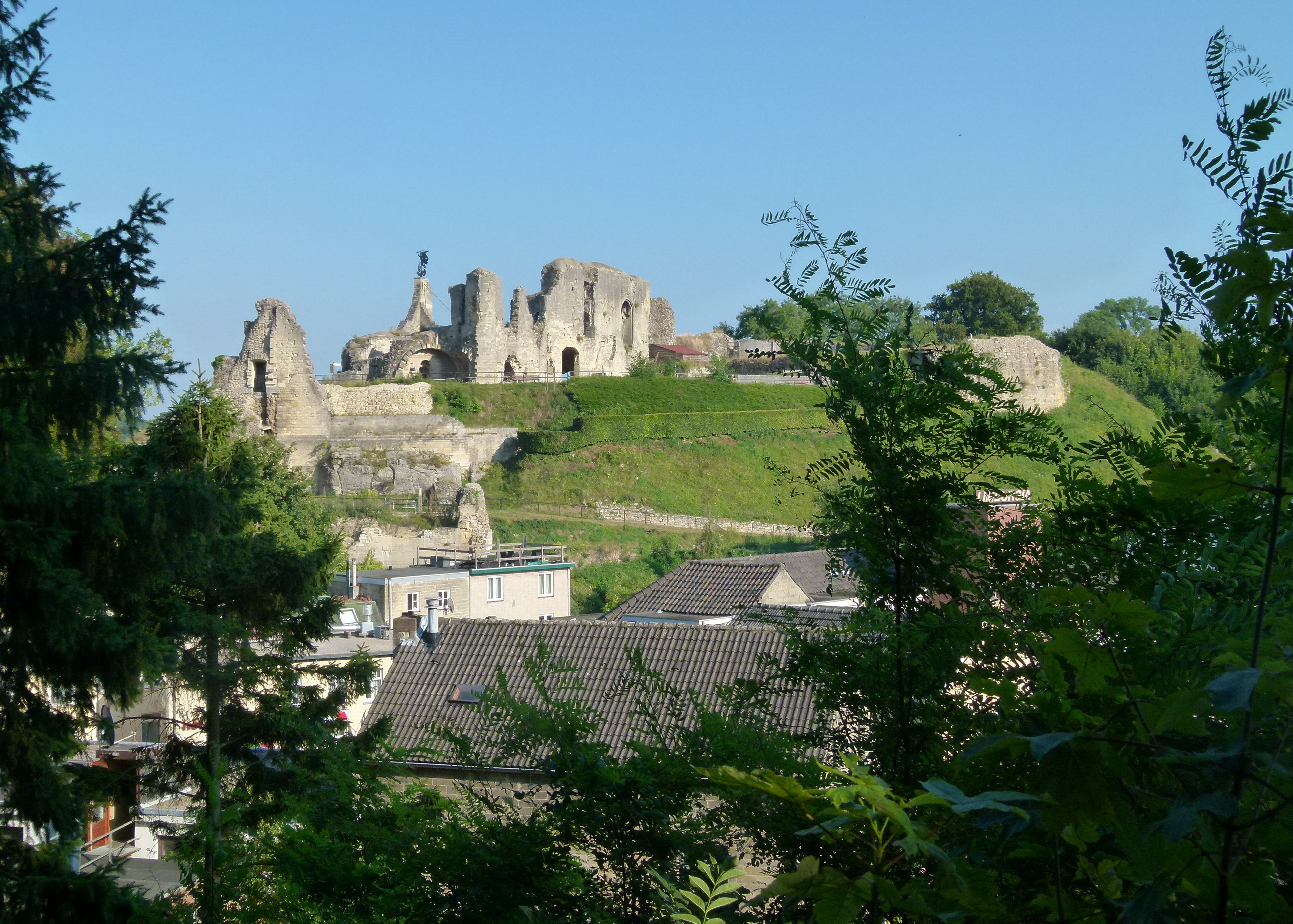
Kasteelruïne
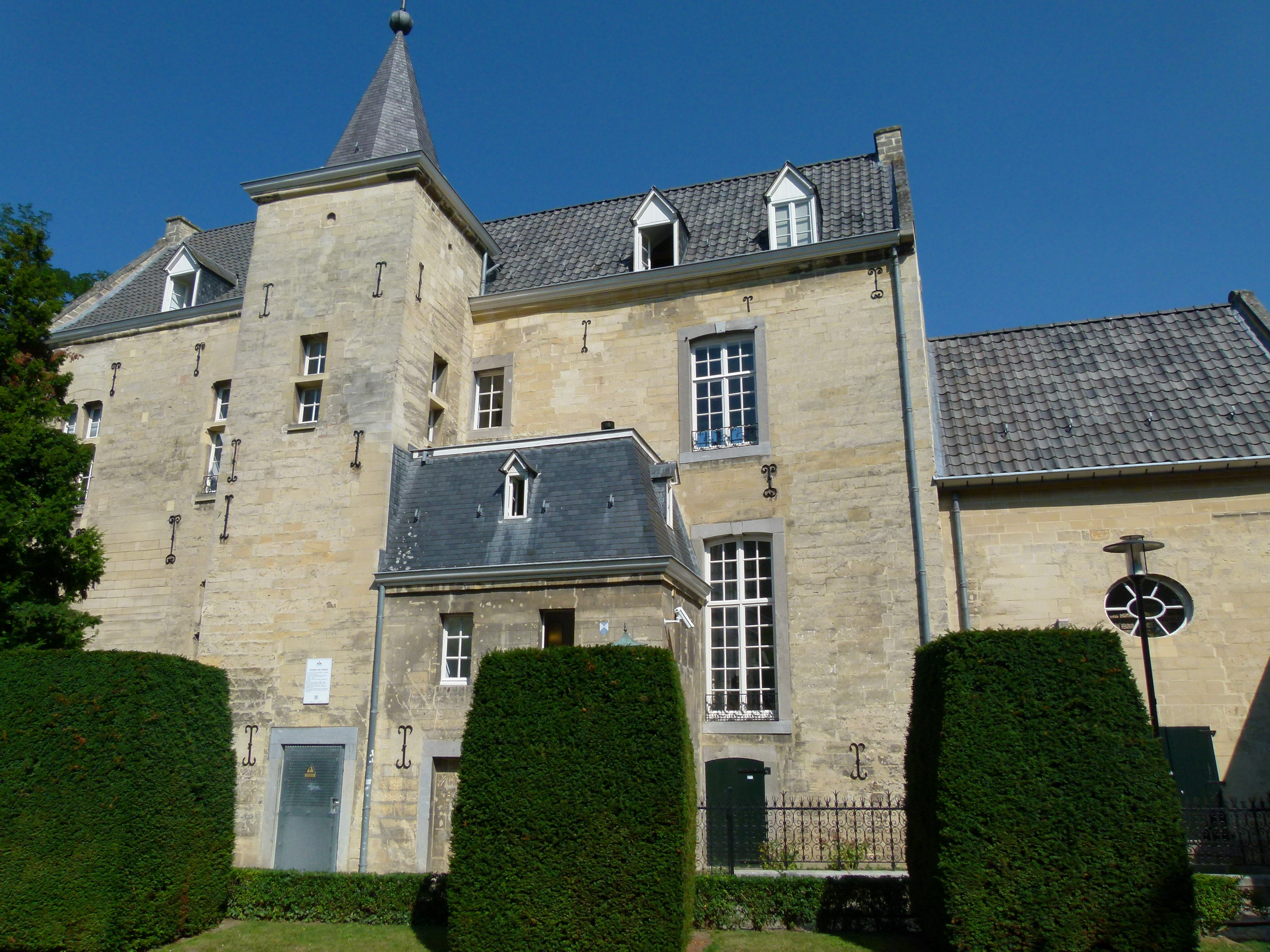
Kasteel Den Halder
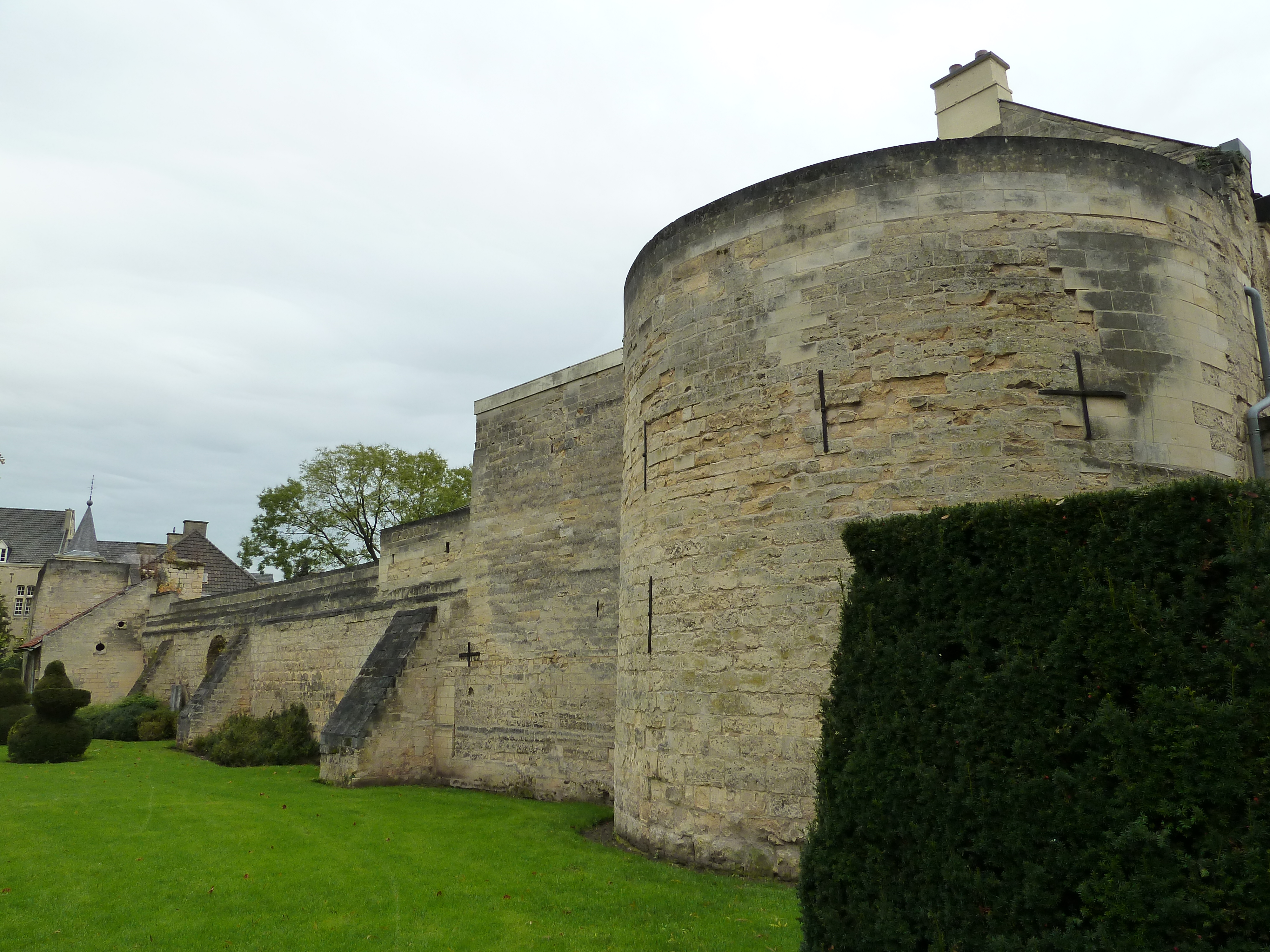
Westelijke stadsmuur
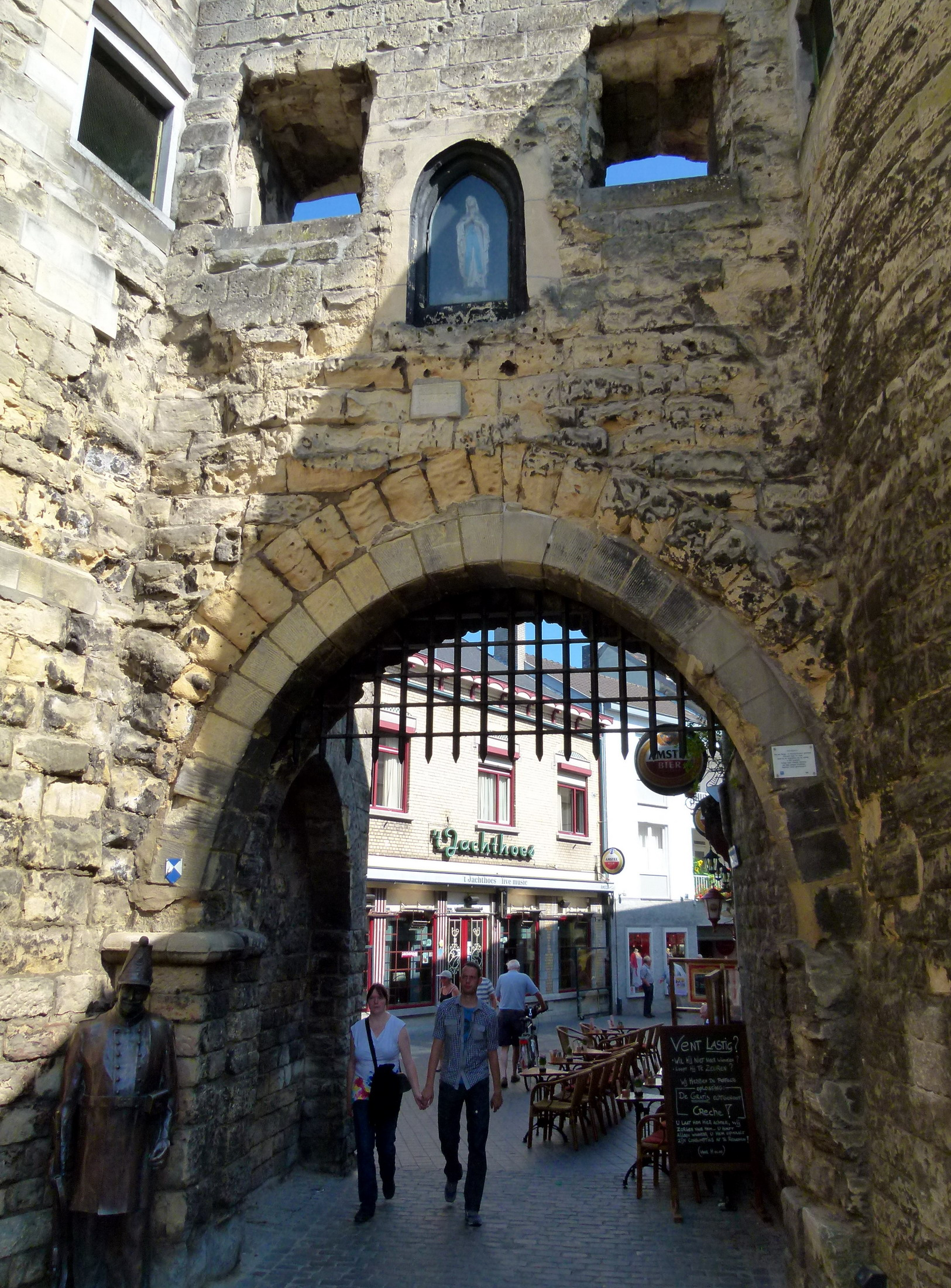
Grendelpoort
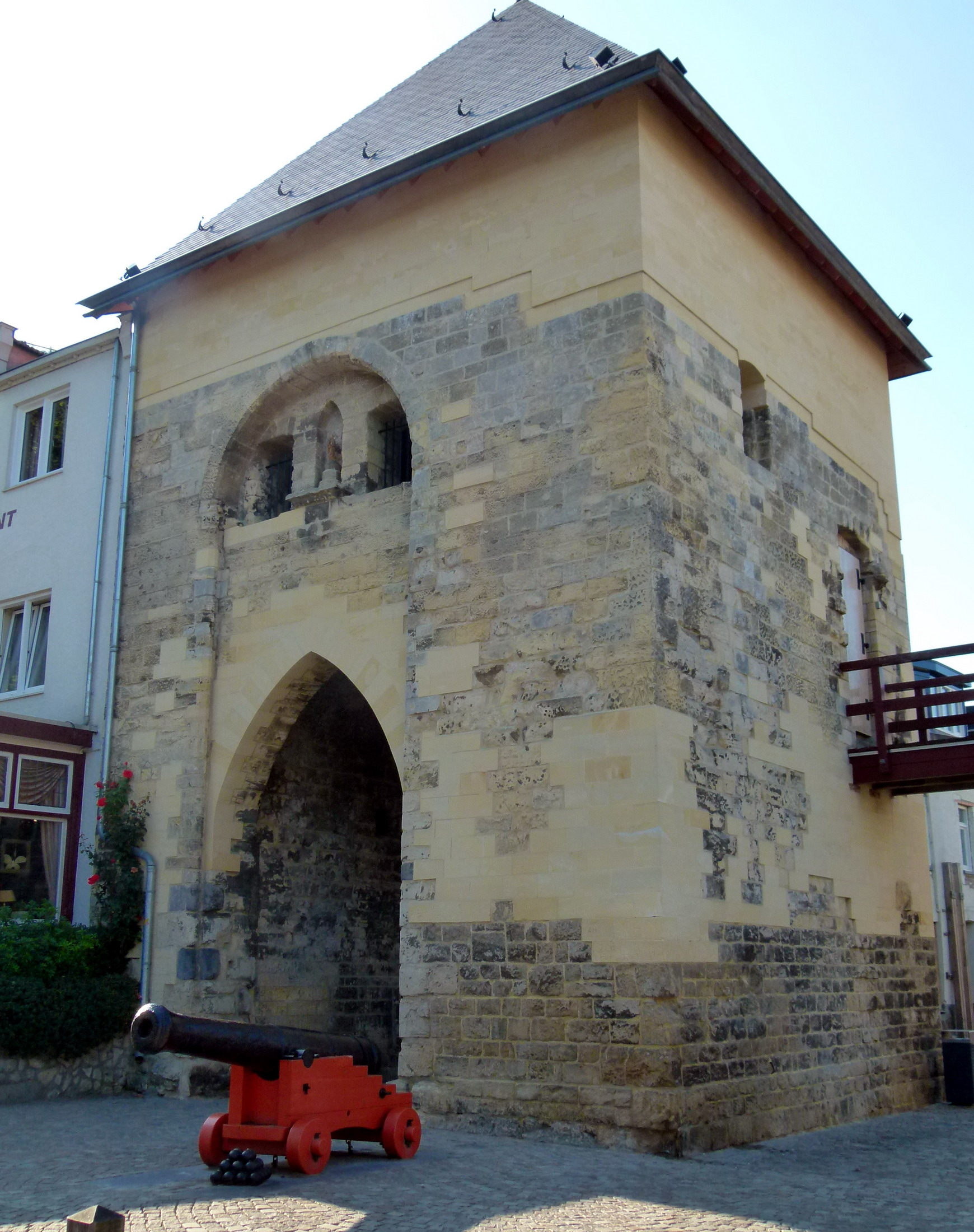
Berkelpoort

#### Religieuze bouwwerken
De rooms-katholieke H.H. Nicolaas en Barbarakerk is een gotische kerk met een romaanse toren, die eind 19e eeuw door Pierre Cuypers aanzienlijk werd vergroot. Naast de kerk staat de Nicolaas-perroen, het Heilig Hartbeeld en de Mariakapel. De kerk wordt ook wel "oude kerk" genoemd, ter onderscheiding van de "nieuwe kerk", de kerk van Onze Lieve Vrouw van Altijddurende Bijstand uit 1961. In de wijk Broekhem staat de Sint-Jozefkerk, een ontwerp van Alphons Boosten uit 1931. Aan de Plenkertstraat staat het voormalige Hervormde kerkje van Valkenburg, dat thans dienstdoet als restaurant. De protestantse gemeente van Valkenburg kerkt nu in de Kloosterkerk, de kapel van het reeds genoemde voormalige Franciscanessenklooster.
Dit klooster, evenals dat van de Paters H.H. Harten (ofwel "paters van de Cauberg", voorheen het Ursulinenklooster) en het voormalig Jezuïetenklooster zijn monumentale gebouwen, die getuigen van het rijke roomse leven in het Geulstadje en waarvoor andere bestemmingen gezocht zijn. Het Sint-Jozefklooster is een in 1984 gebouwd klooster voor de Franciscanessen van de Heilige Jozef, die voordien op Sint Pieter en in het voormalig Jezuïetenklooster hadden gewoond. Andere kloosters zijn de Priorij Regina Pacis en het voormalig Redemptoristenklooster. Het voormalig Klooster Ravensbosch ligt enkele kilometers ten noorden van de kom, nabij Arensgenhout.
Bijzonder is de Begraafplaats Cauberg, terrasvormig aangelegd op de steile helling van de Cauberg, met onder andere voor Nederland unieke galerijgraven. Een viertal grafmonumenten bezitten de status van rijksmonument. Andere religieuze monumenten in Valkenburg zijn de Lourdesgrot op de Cauberg, de Romeinse Katakomben en de kluis op de Schaelsberg.

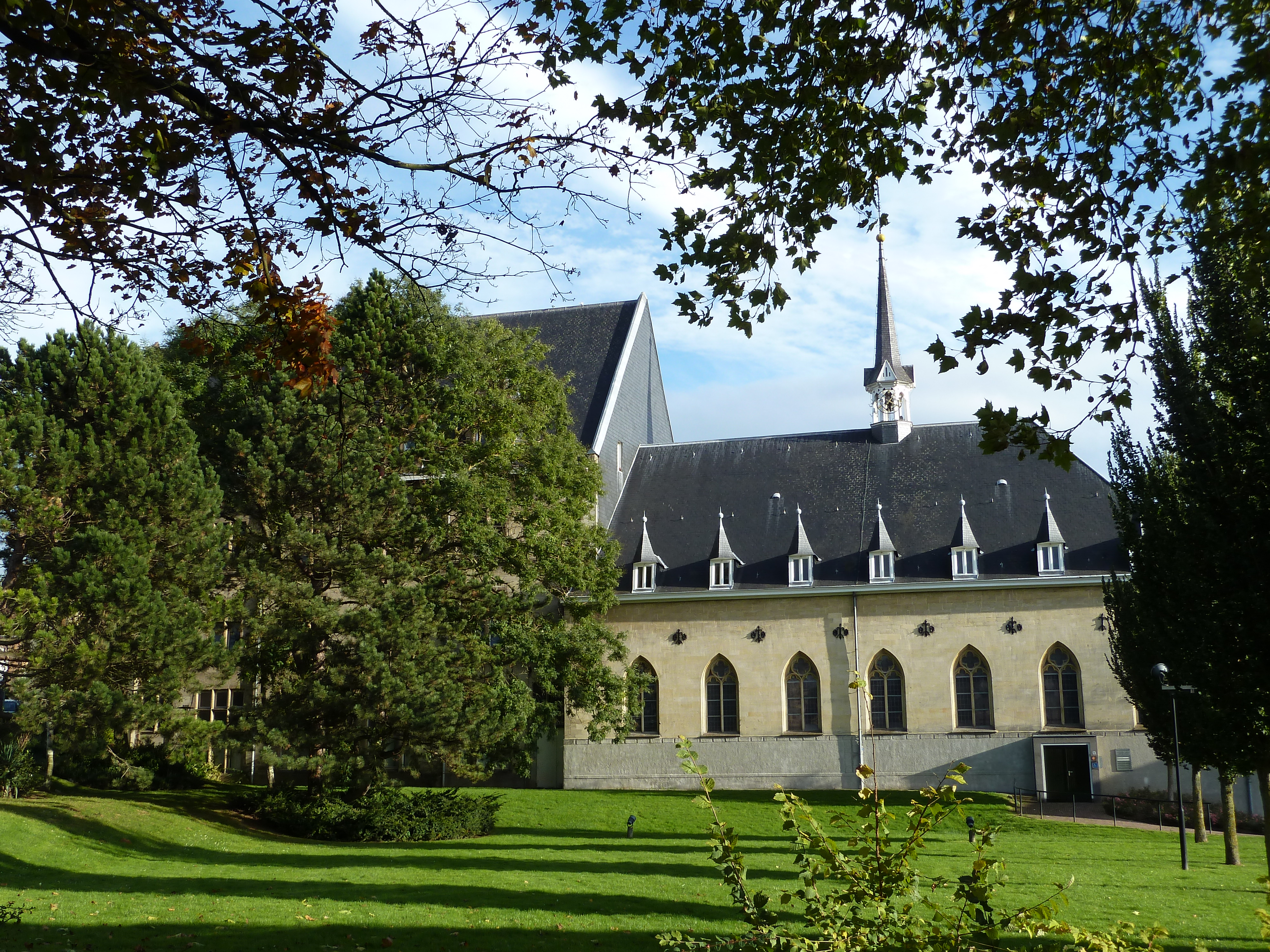
Kloosterkerk
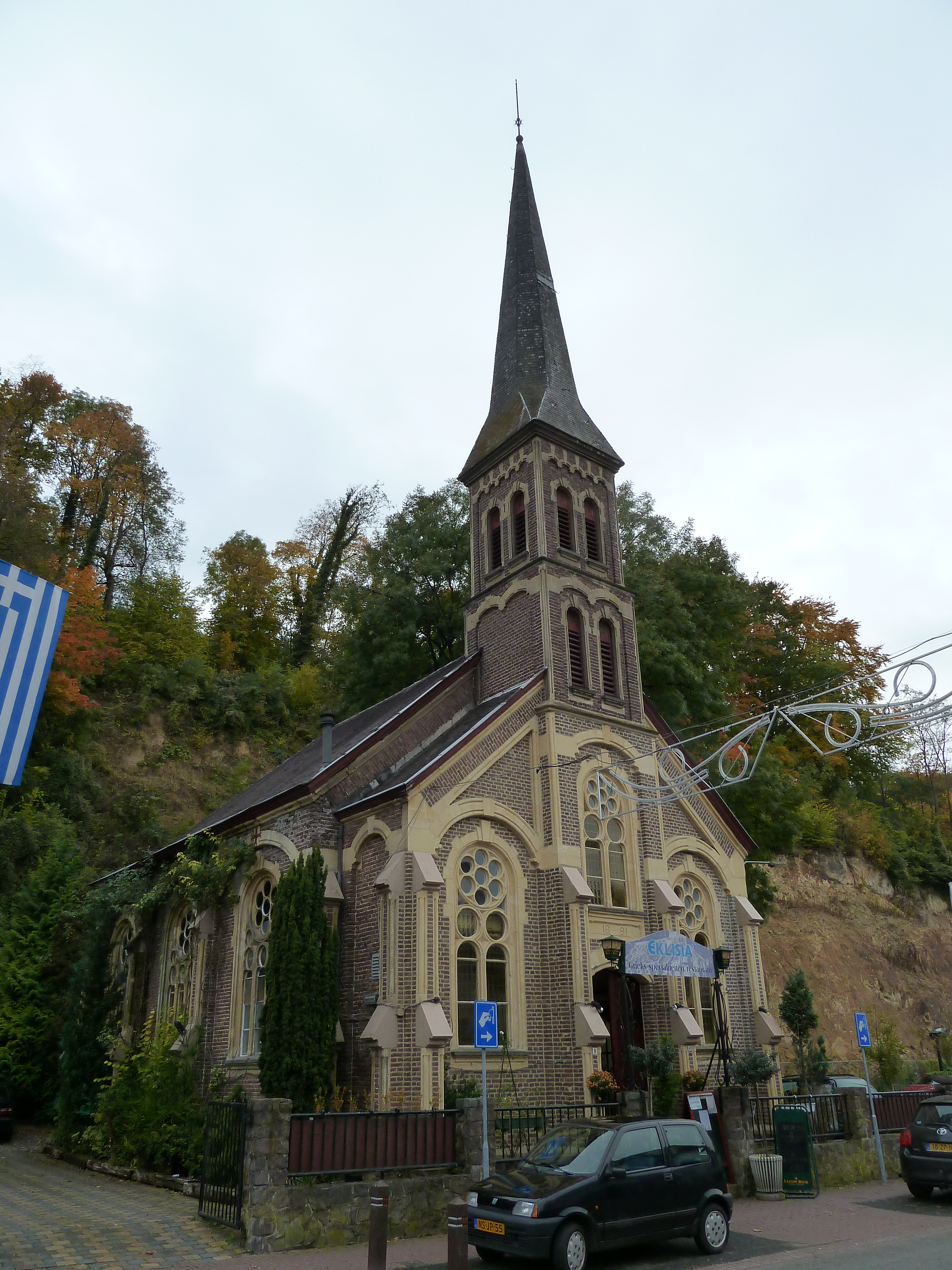
Voormalige Irenekerk
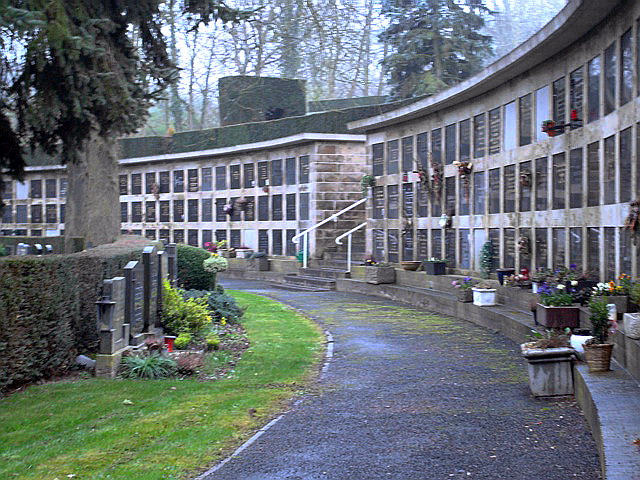
Begraafplaats Cauberg
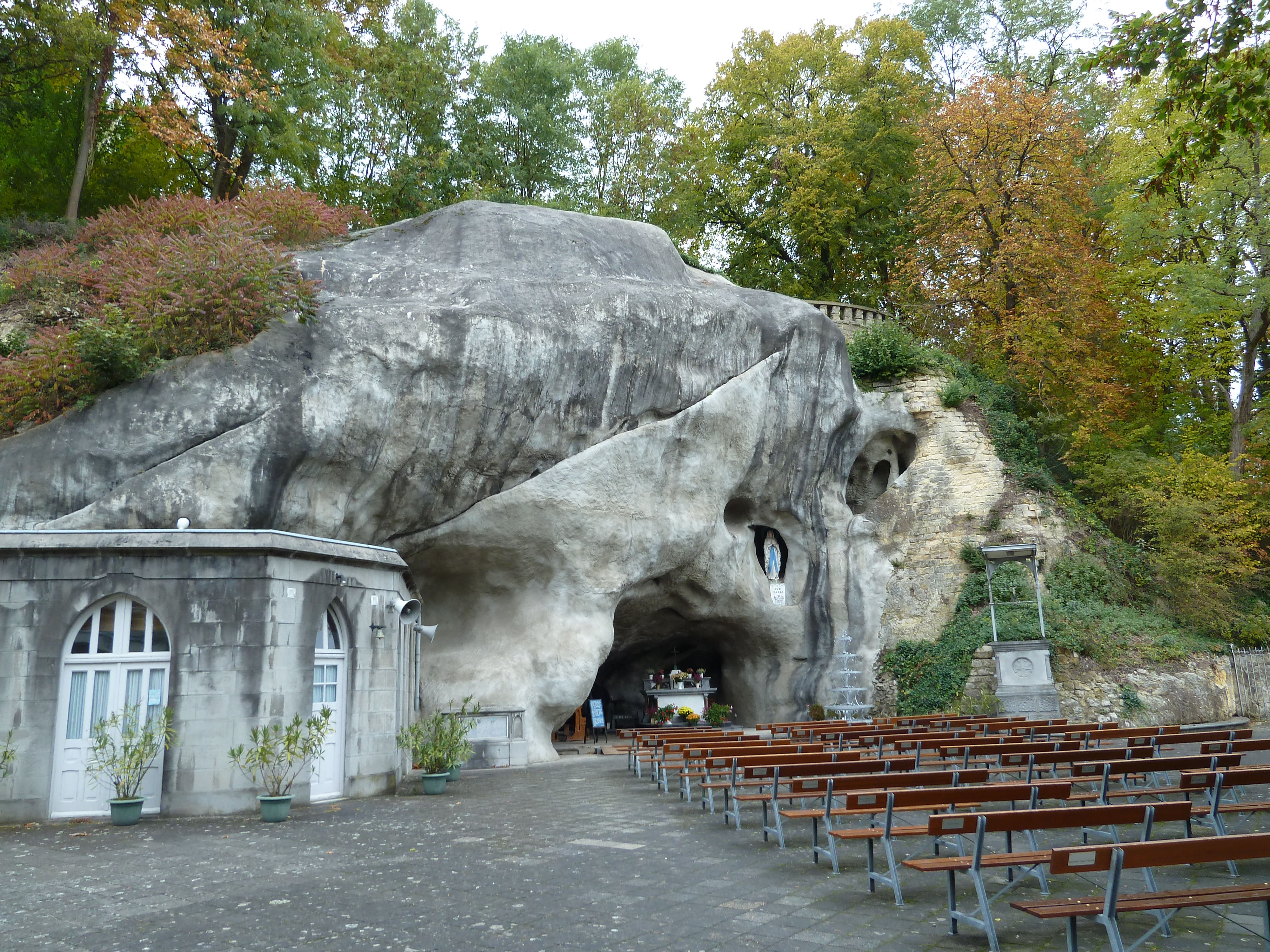
Lourdesgrot Cauberg
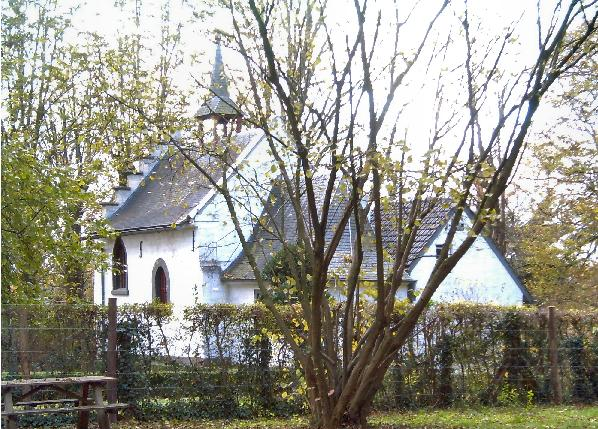
Kluis op de Schaelsberg

#### Ontwerpen van Cuypers

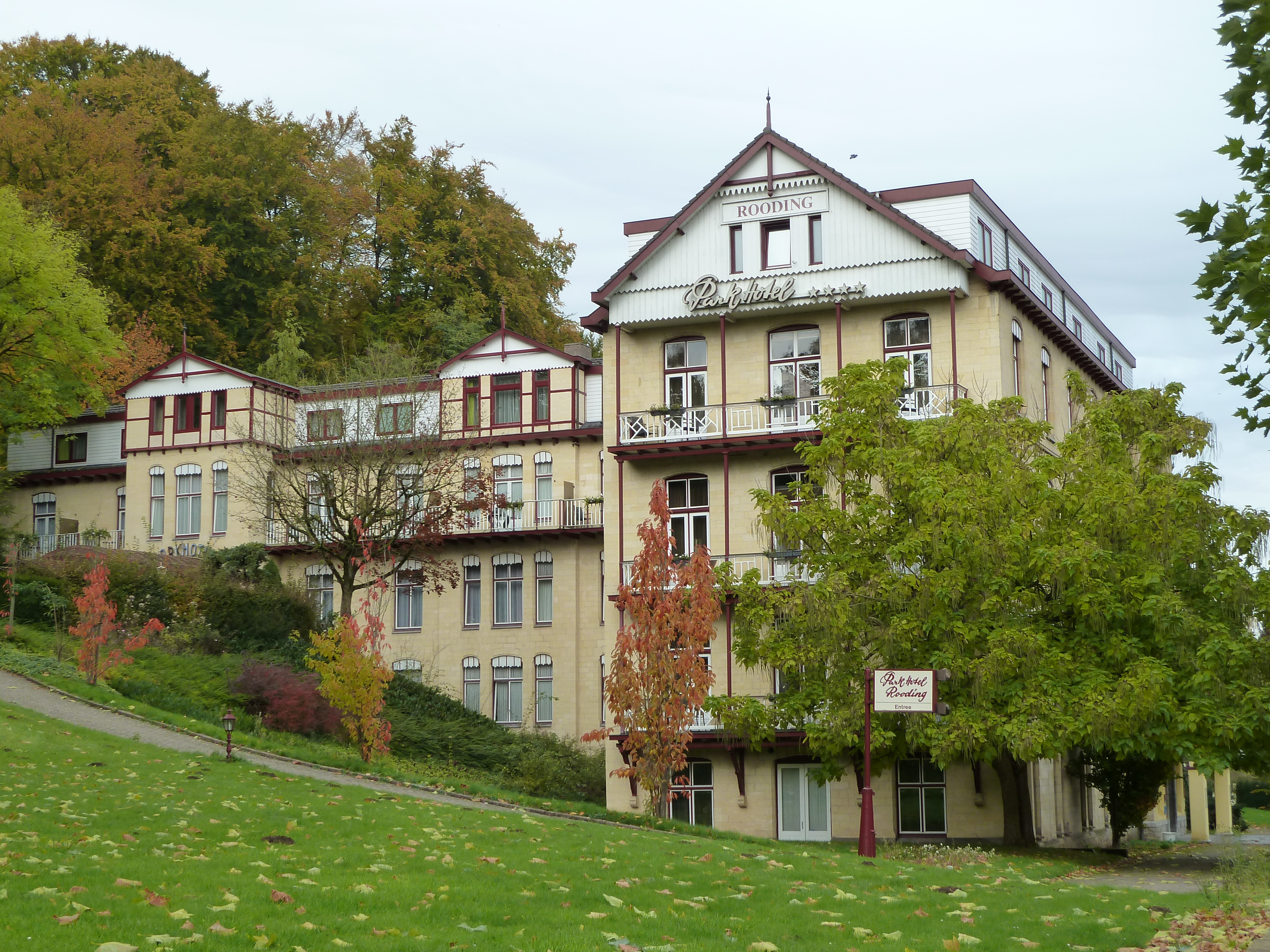
Parkhotel Valkenburg (ca. 1890-1892)

De in Nederland bekende architect Pierre Cuypers woonde van 1894 tot 1898 aan de Neerhem in Valkenburg. Al voor die tijd, maar ook erna, verbleef hij regelmatig in het Geulstadje en werkte hij mee aan de realisering van een aantal projecten, die belangrijk waren voor de ontwikkeling van Valkenburg als toeristisch centrum. Zijn ontwerp voor een nieuw raadhuis en zijn plannen voor de restauratie en gedeeltelijke heropbouw van de kasteelruïne werden niet uitgevoerd. Het door Cuypers ontworpen neogotische monument aan de voet van de Cauberg werd in 1954 bij een fataal busongeluk verwoest. Wel gerealiseerd en bewaard gebleven zijn:
- Kuurhotel Huis ter Geul, thans Parkhotel Valkenburg (ca. 1890-1892);
- Uitbreiding van de H.H. Nicolaas en Barbarakerk (1891);
- Neogotische Grafkapel Habets op de begraafplaats Cauberg (1892)
- Restauratie en gedeeltelijke herbouw van Kasteel Schaloen in Oud-Valkenburg (1894);
- Romeinse Katakomben (1908-1910);
- Openluchttheater Valkenburg (1915).

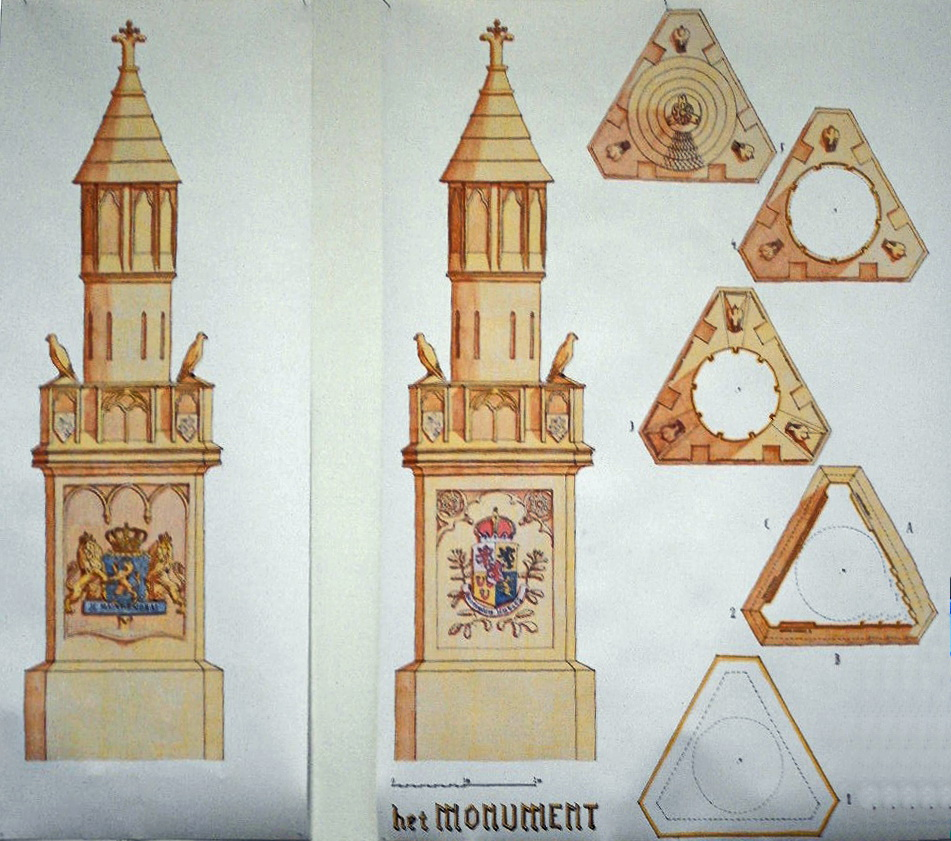
Ontwerp monument (1889; verwoest in 1954)
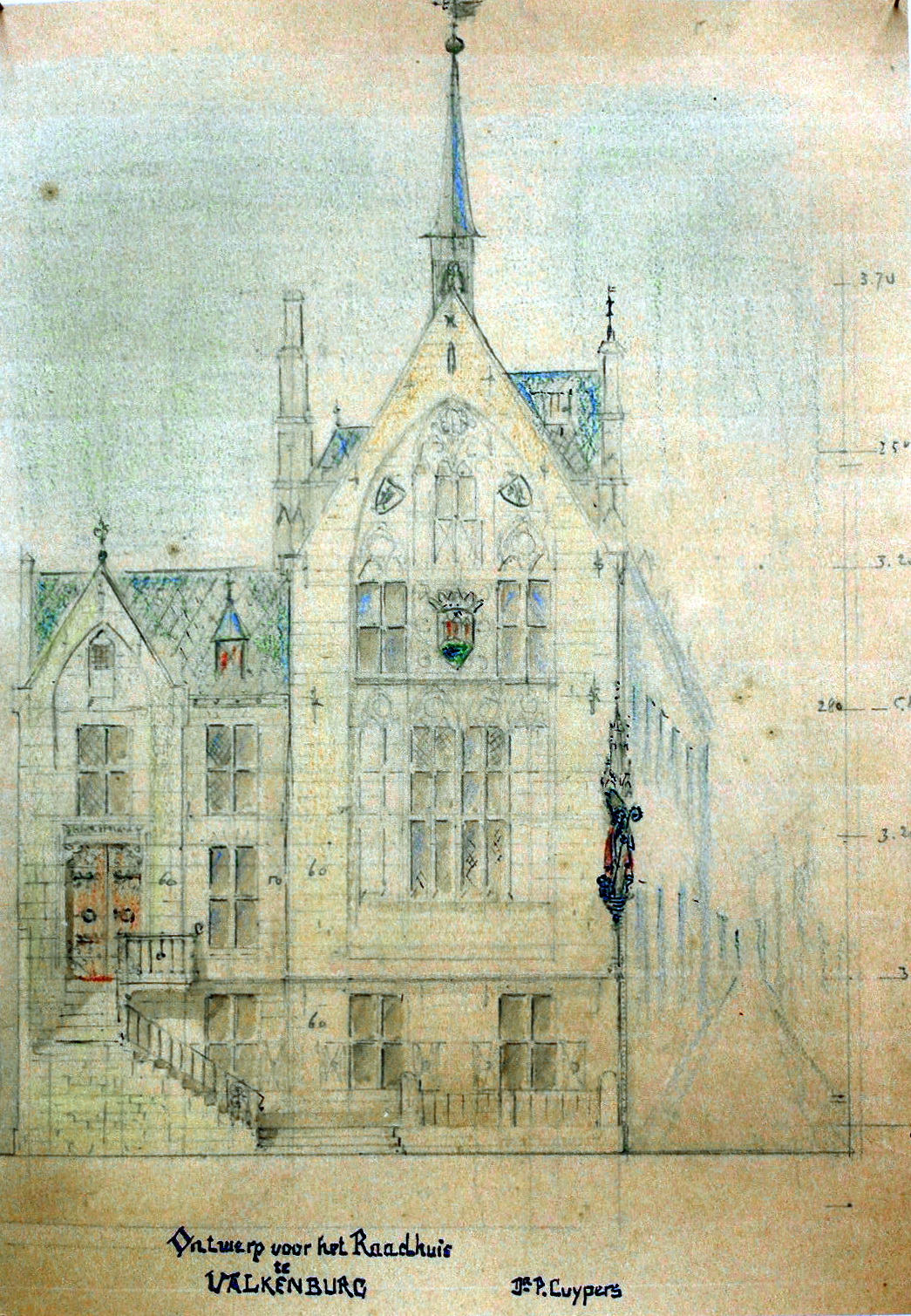
Ontwerp raadhuis (1894; onuitgevoerd)
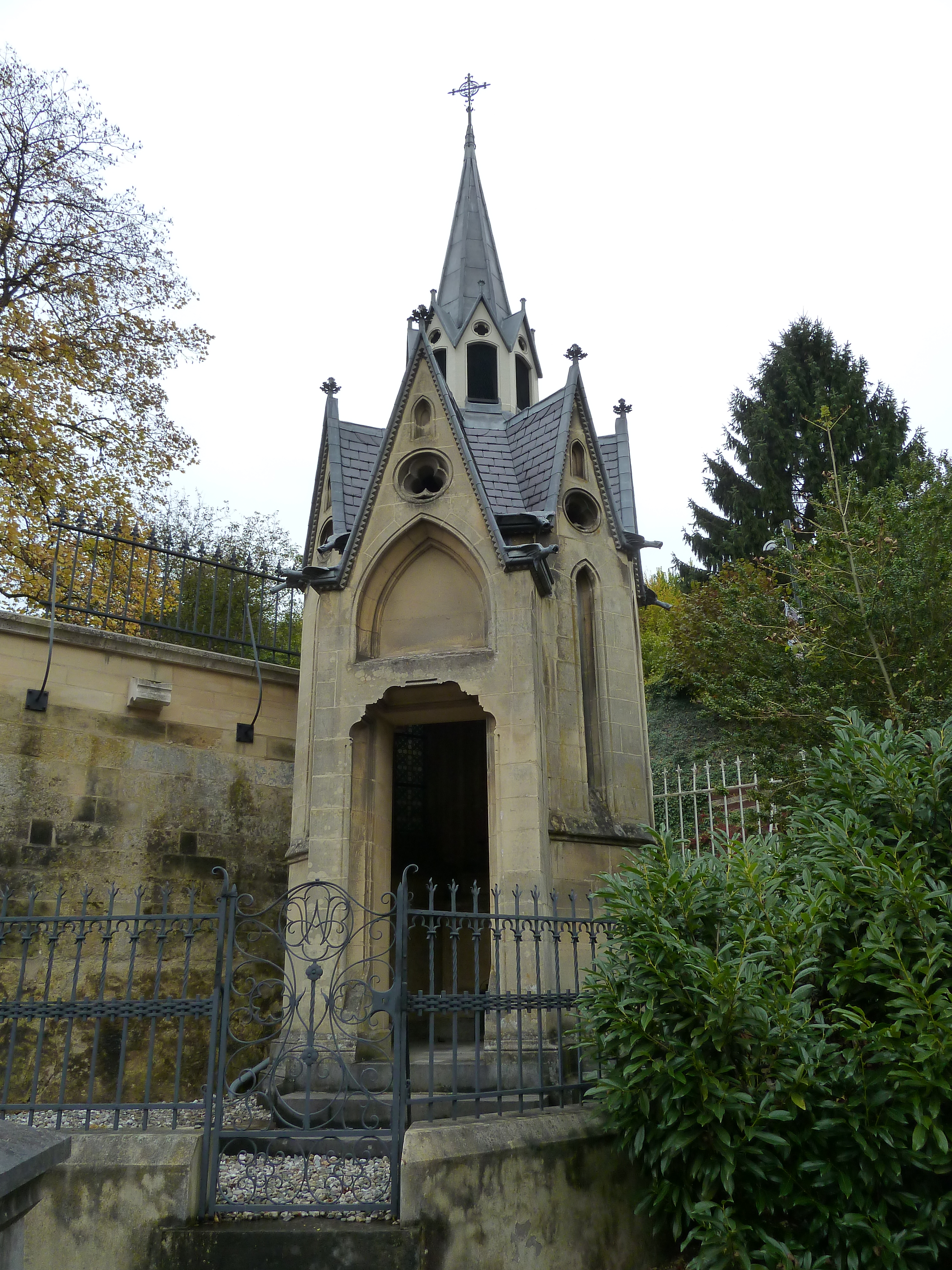
Grafkapel Habets, Cauberg (1892)
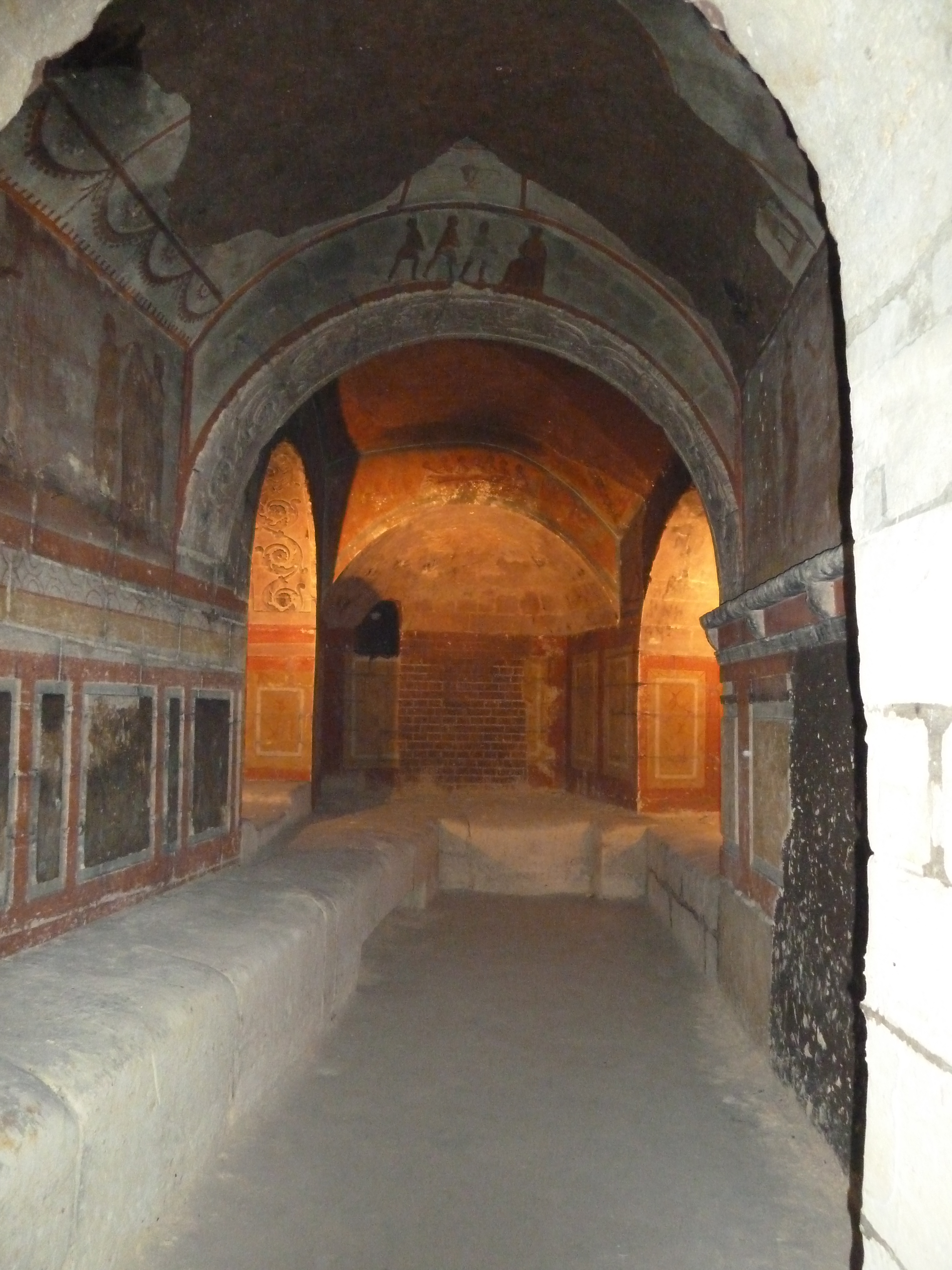
Romeinse katakomben (1908-1910)
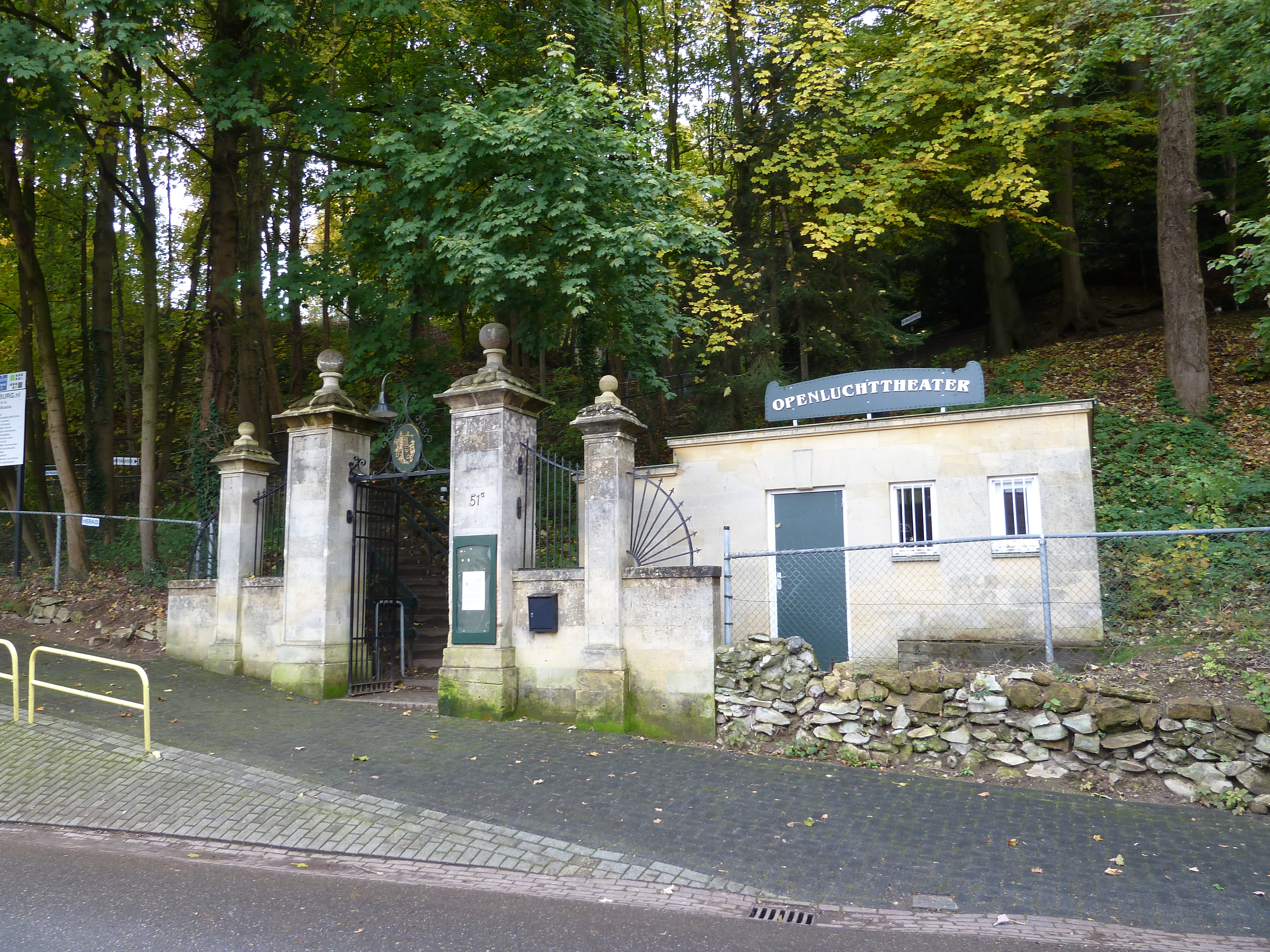
Ingang Openluchttheater (1915)

#### Overig erfgoed
Andere monumentale gebouwen in de binnenstad zijn het Spaans Leenhof (een 17e-eeuws gerechtsgebouw), het Huis De Guasco (17e/18e eeuw), de Franse Molen (1804), de Oude of Banmolen (herbouwd in 1860), het Station Valkenburg (1853), het voormalige raadhuis, thans Museum Valkenburg (1900) en het Casino Hotel (1902). Buiten het centrum bevinden zich enkele voorname kastelen, kasteelboerderijen, villa's en buitenverblijven, waaronder Kasteel Oost (14e-19e eeuw) met fraaie tuinen, Villa Alpha en Villa Rozenheuvel aan de Plenkertstraat, Villa Leeuwenhorst aan de Nieuweweg, Villa Jacoba aan de Kloosterweg, en de villa's Beukenhof, Geerlinkshof, Sole Mio en Bella Vista in Broekhem. Ook bevindt zich in Valkenburg de kolossale Dikke Kei.

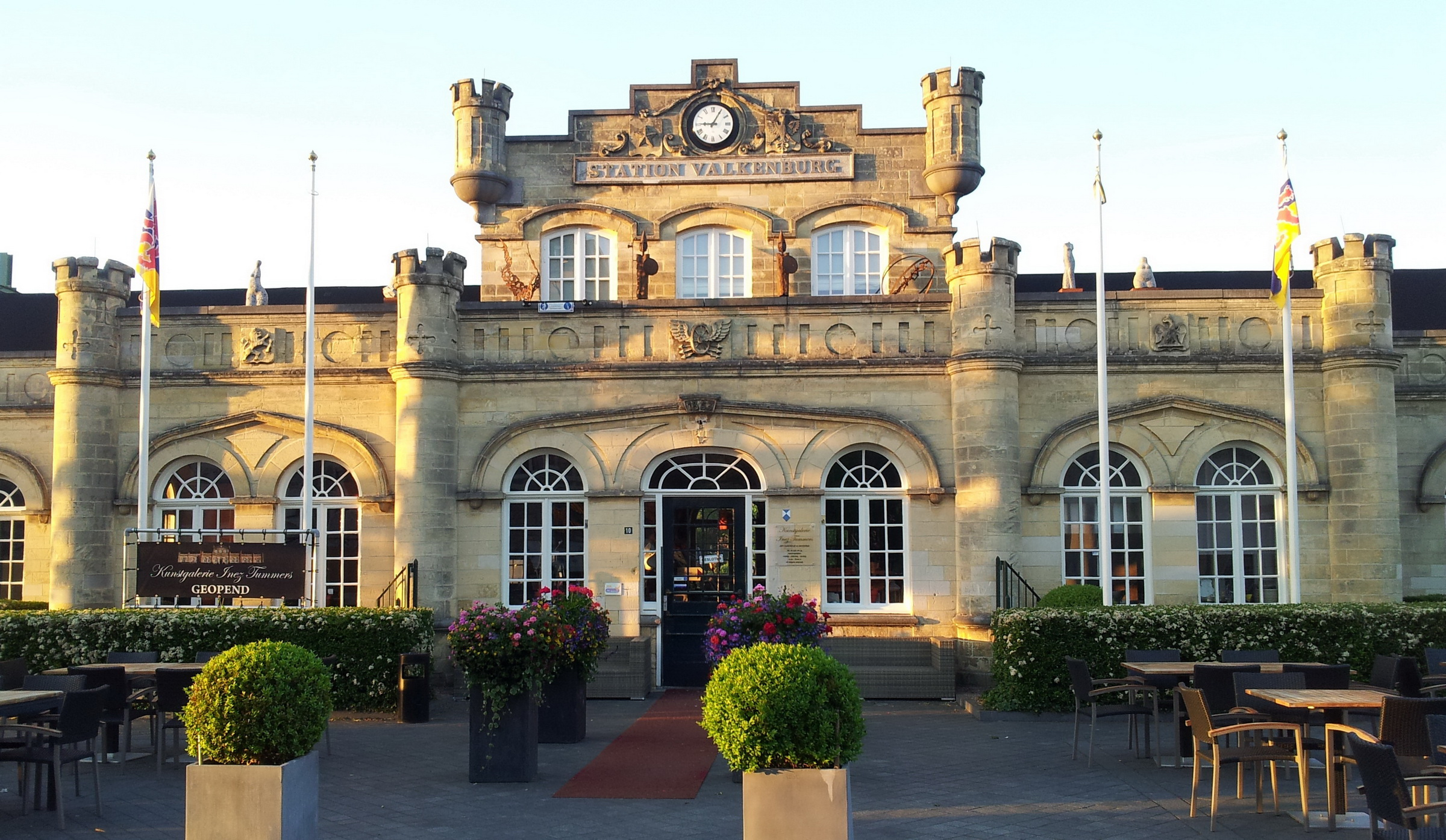
Station Valkenburg
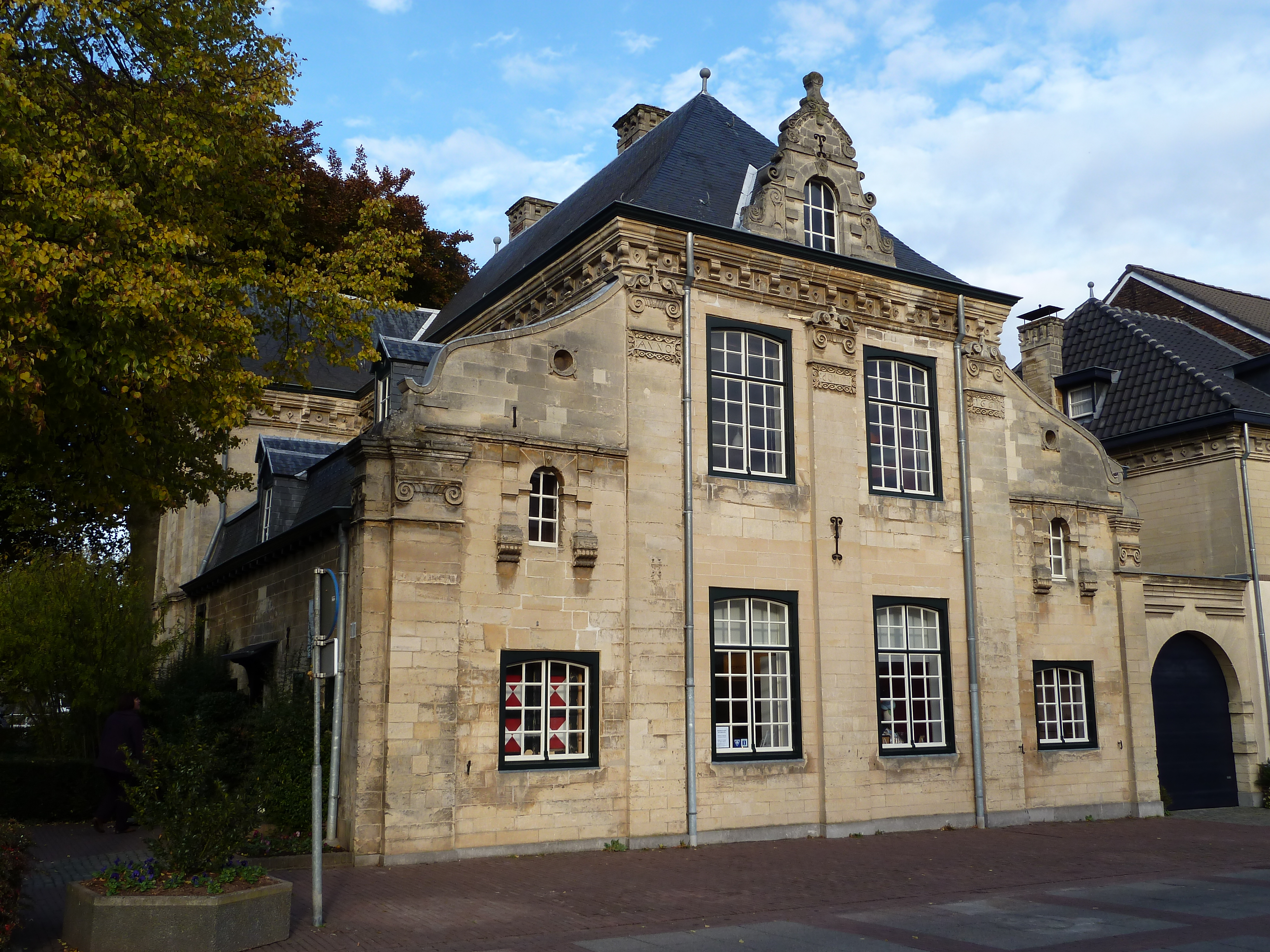
Spaans Leenhof
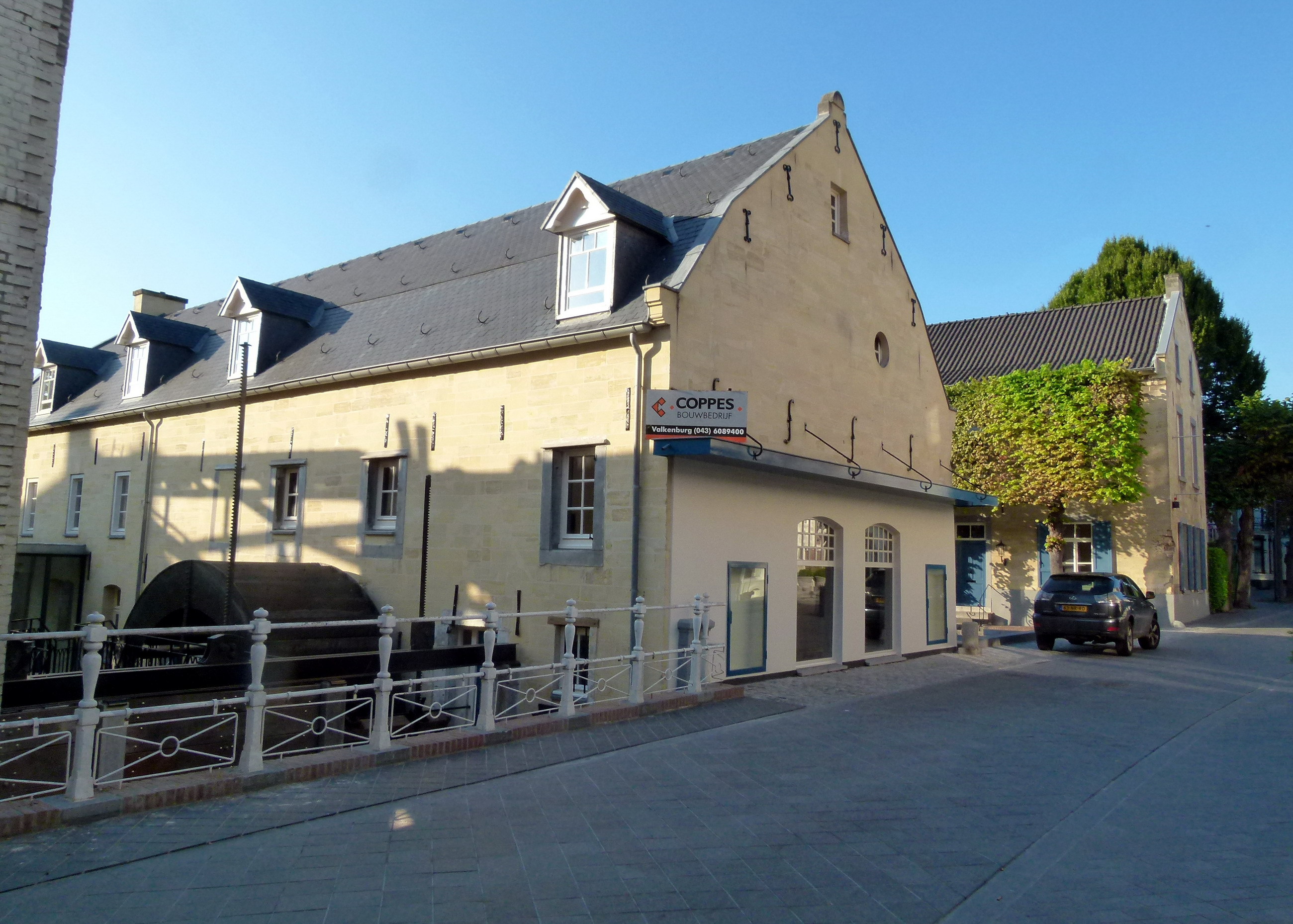
Franse Molen
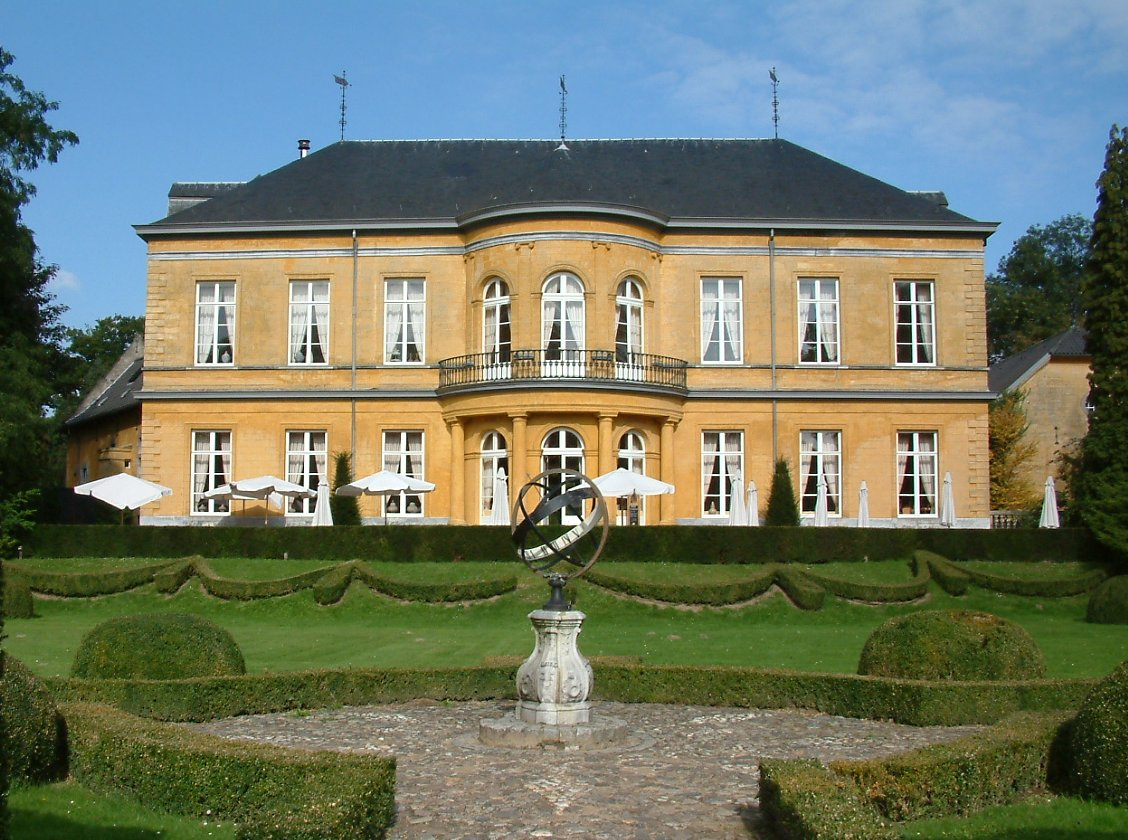
Kasteel Oost
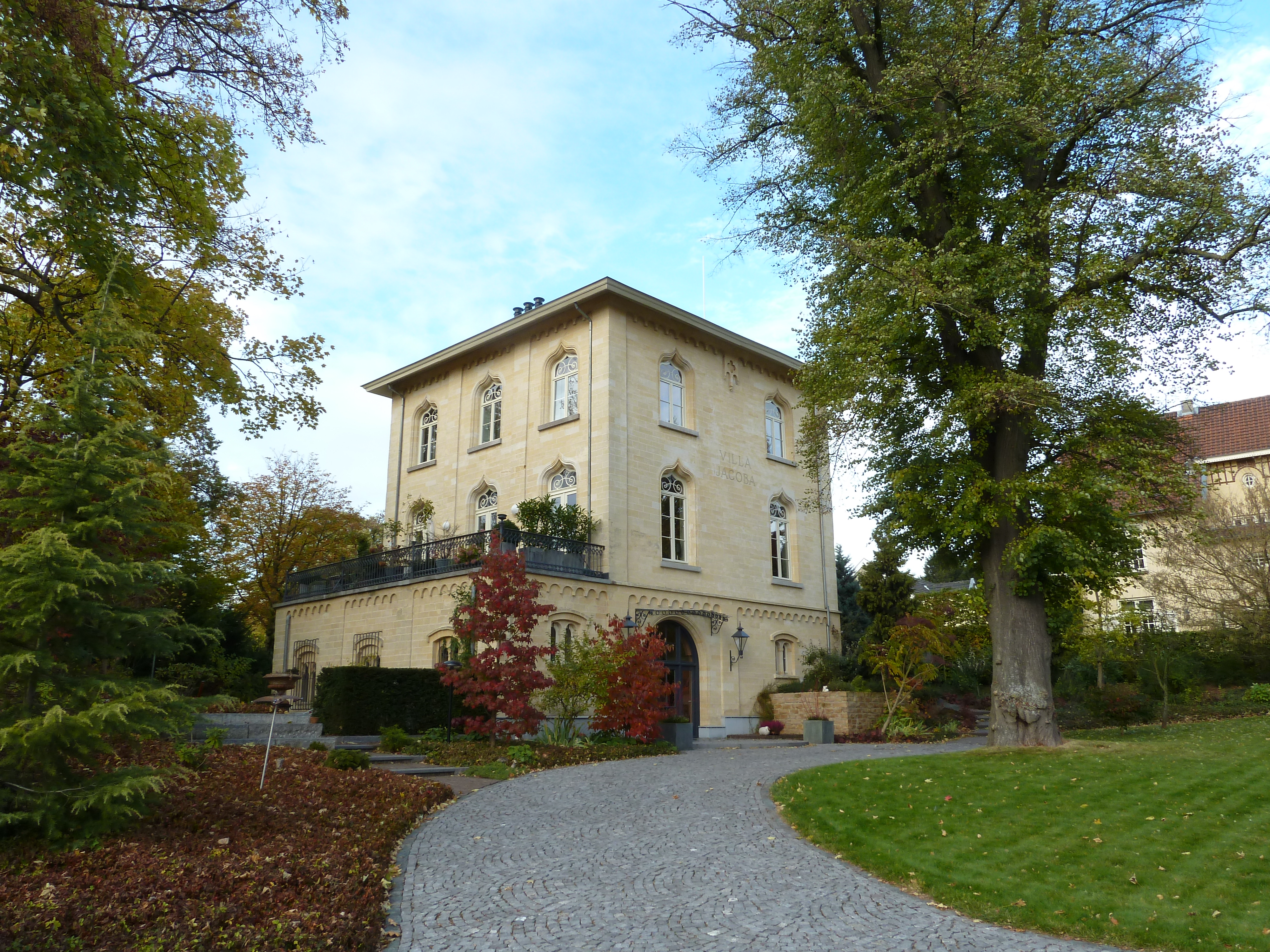
Villa Jacoba

### Parken en natuurgebieden

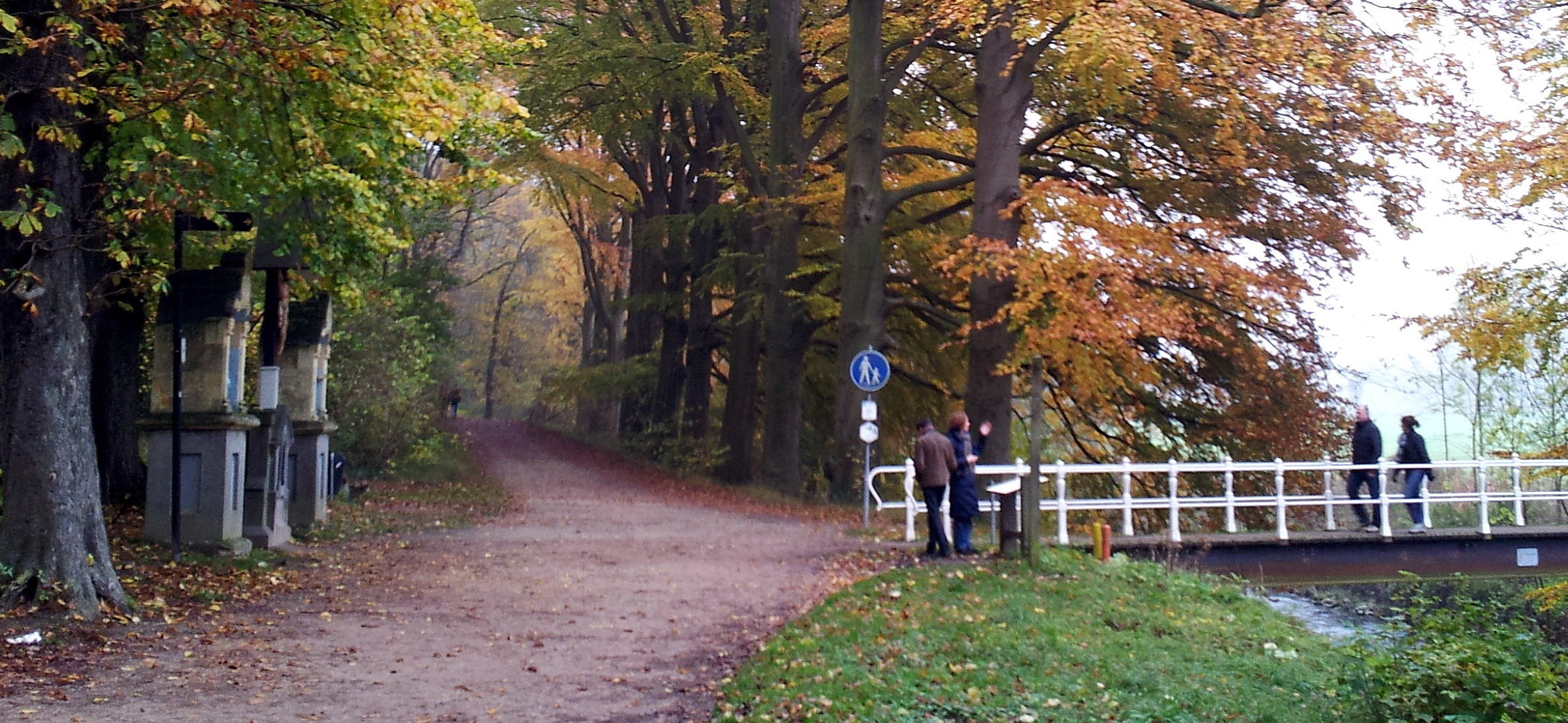
Brug over de Geul bij Drie Beeldjes

Wandelen en andere vormen van natuurbeleving behoren al sinds het midden van de 19e eeuw tot de pijlers van het toerisme in Valkenburg. Het Den Halderpark, het Odapark, Park Dersaborg en Kasteelpark Oost zijn kleinschalige stadsparken met gazons, boomgroepen, bloemperken, kunstwerken en rustbanken. Het Geulpark, het Rotspark, het Kuurpark en Polferbos zijn natuurparken, die uitnodigen tot stevige wandelingen. In de directe omgeving van Valkenburg bevinden zich diverse bossen en andere natuurgebieden, waaronder het Geuldal, de Cauberg, de Heunsberg, het Sint-Jansbosch, het Biebosch, het Schaelsbergerbos en het Ravensbosch. Een van oudsher populaire wandeling voert vanaf het centrum van Valkenburg langs de Geul, de Sint-Jansbron en kasteel Oost naar de Drie Beeldjes, een 18e-eeuwse calvariegroep.

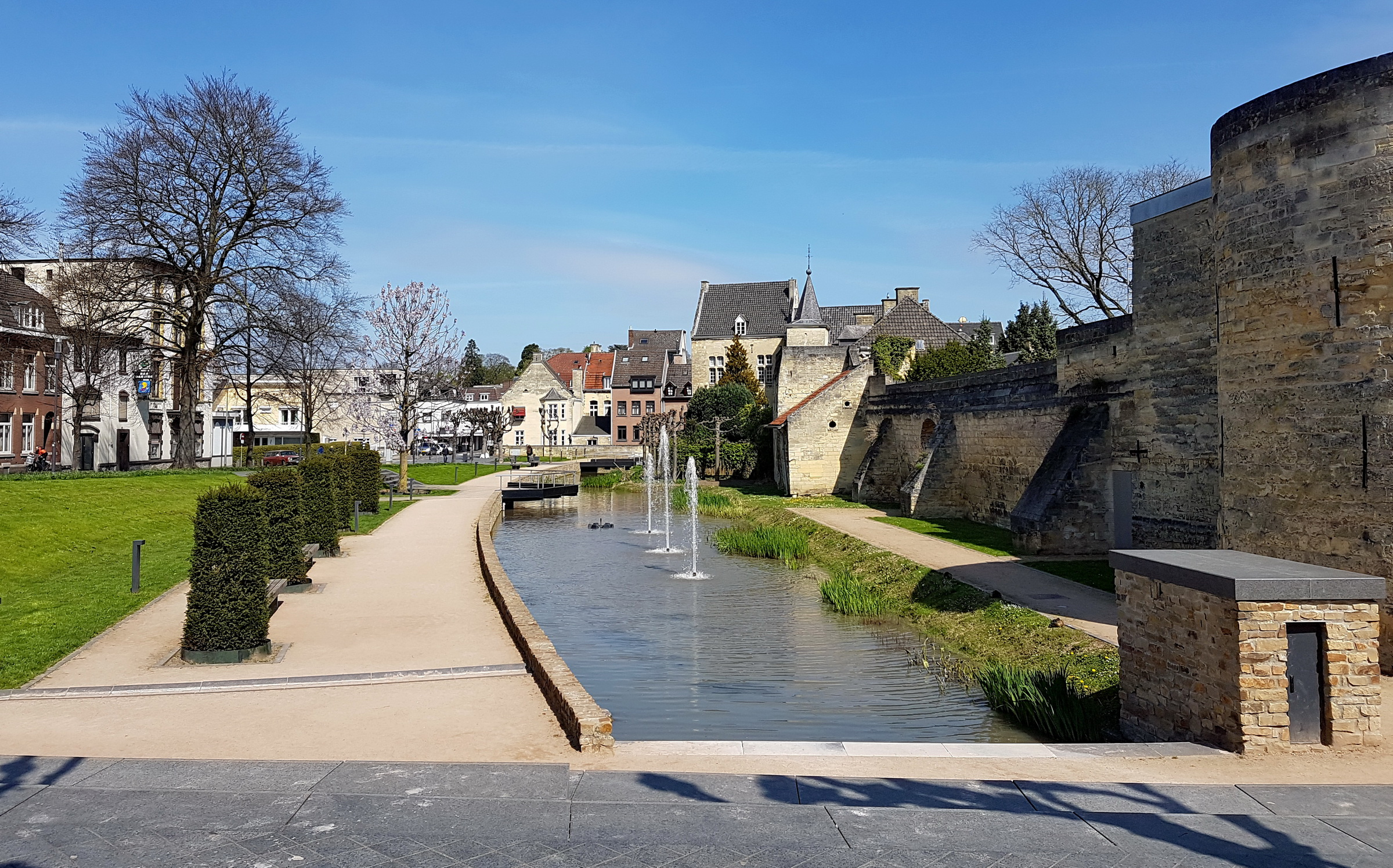
Den Halderpark
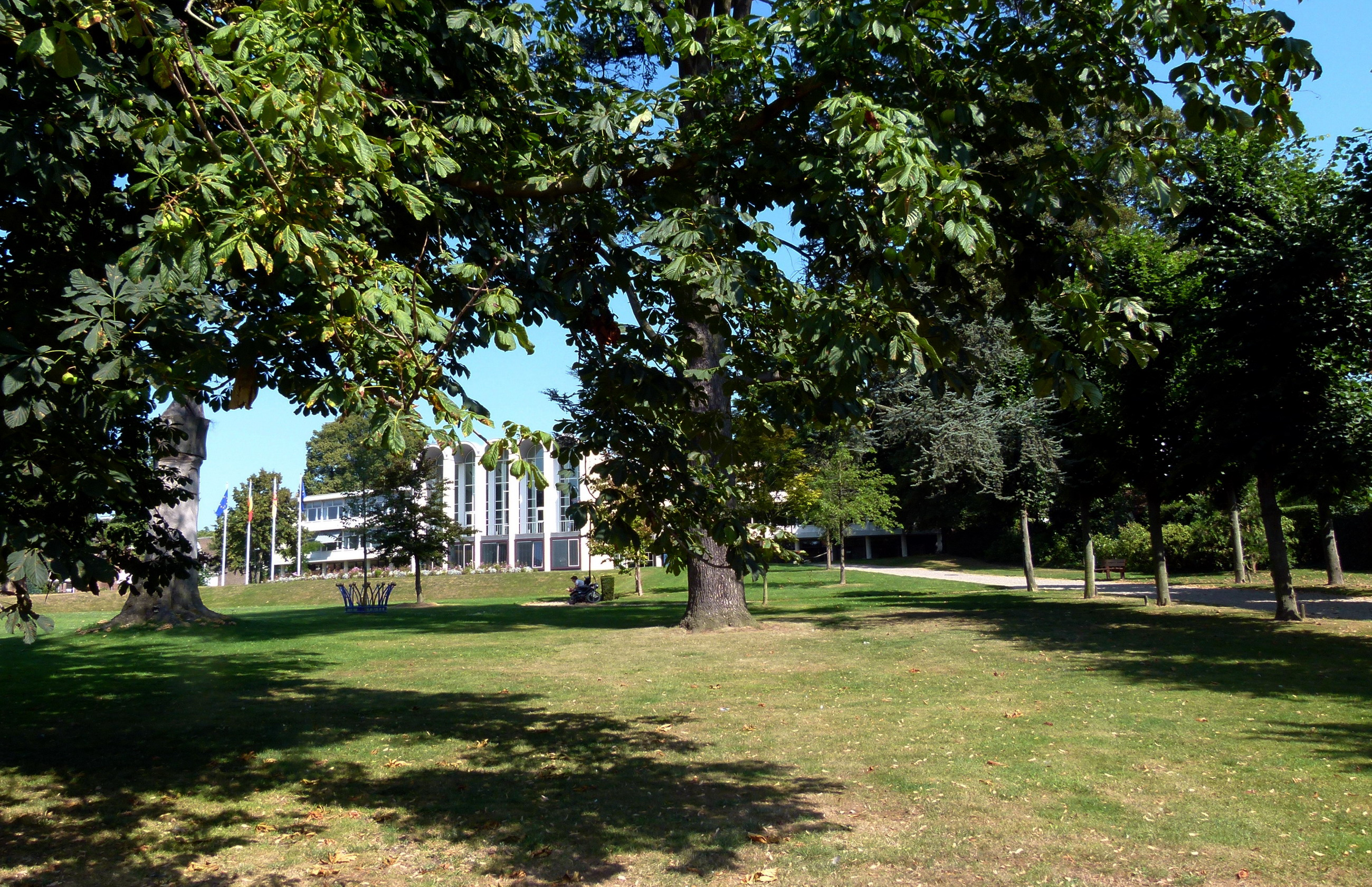
Park Dersaborg
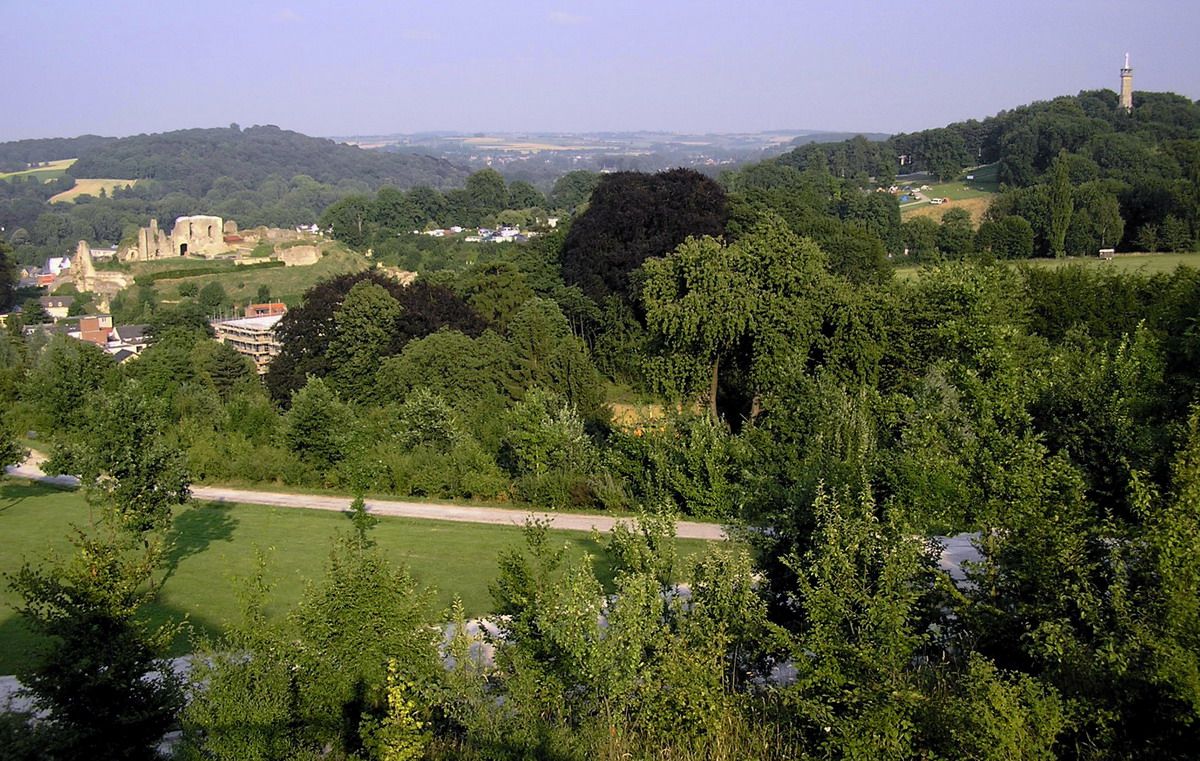
Kuurpark, uitzicht
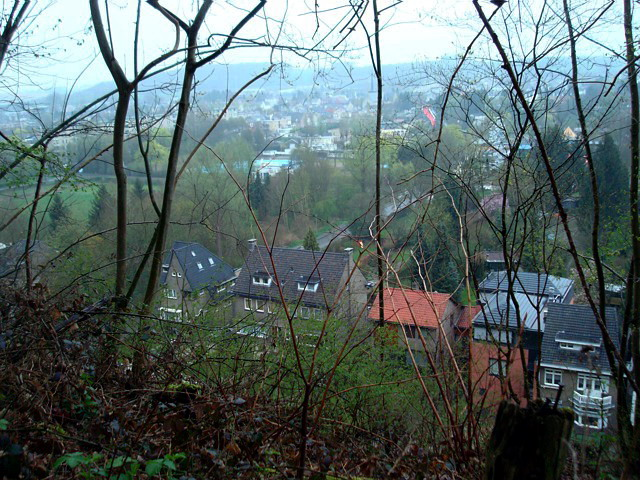
Rotspark, uitzicht
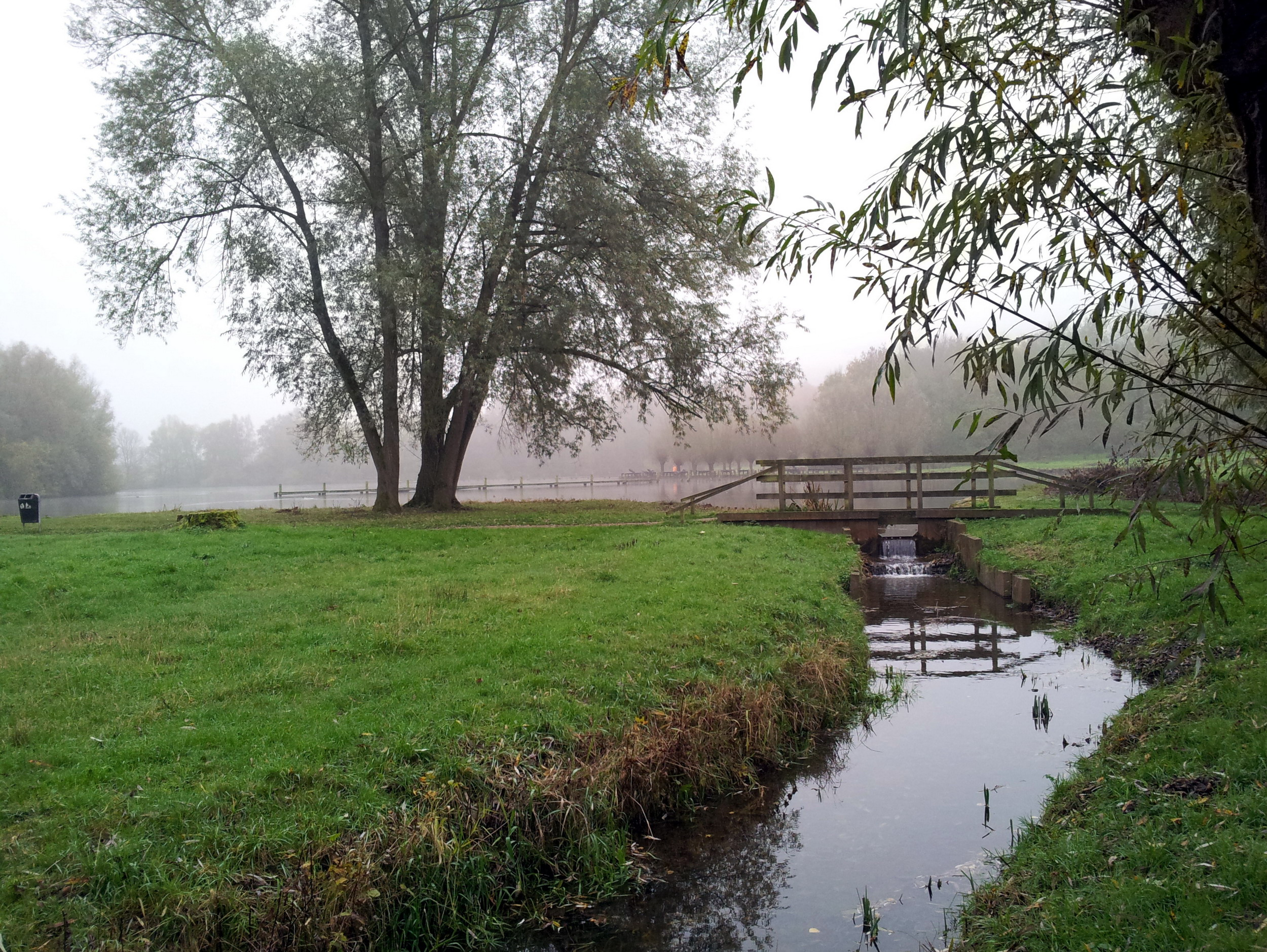
Geulpark

## Economie

### Detailhandel
Valkenburg was vanouds een regionaal koopcentrum, dat evenwel sterk in betekenis heeft ingeboet. Vooral het toenemend gebruik van de auto leidde vanaf de jaren 1960 tot concurrentie van nabije koopcentra als Maastricht en Heerlen, en van winkelcentra langs autosnelwegen zoals Makado Beek en Maasmechelen Village. Toch vervult de detailhandel in Valkenburg nog een belangrijke streekfunctie. In de Doctor Erensstraat vindt op maandag de wekelijkse warenmarkt plaats. Echte winkelstraten zijn de Lindenlaan, de Passage, de Louis van der Maesenstraat en de Doctor Erensstraat. Van 2013 tot 2016 werd een deel van de winkels aan de twee laatstgenoemde straten gesloopt en vervangen door het nieuwe winkelcentrum Aan de Kei met een grote parkeergarage.

### Toerisme
Voor de lokale economie is het toerisme van allesoverheersend belang. De totale hotelcapaciteit in de gemeente Valkenburg aan de Geul bedraagt in 2015 ca. 4370 bedden; dit aantal is echter al vele jaren dalende. Ook het aantal campings is gedaald (in 2013 nog 9); het aantal recreatiewoningen daarentegen is sinds 2000 sterk gestegen (ca. 630). In 2012 werden 1.136.969 overnachtingen geboekt in hotels, pensions, B&B's, vakantieappartementen, recreatiebungalows en kampeerterreinen in de gemeente. Het aantal dagjesmensen, met name in de zomermaanden en rondom kerstmis, bedraagt een veelvoud daarvan. De belangrijkste toeristische trekpleisters zijn de natuur rondom Valkenburg, het beschermde stadsgezicht van het historische stadje, een groot aantal kastelen, enkele watermolens en diverse typisch Limburgse carréboerderijen, en verder een reeks toeristische attracties en evenementen. Het belangrijkste evenement qua aantal bezoekers is Kerststad Valkenburg, de verzamelnaam voor een aantal activiteiten in de maand december, waaronder meerdere kerstmarkten in mergelgrotten (zoals de Kerstmarkt Gemeentegrot) en een wekelijkse christmas parade. In 2014 trok dit evenement, dat door de Amerikaanse televisiezender CNN geplaatst werd op een lijst met "twaalf beste bestemmingen om de Kerst door te brengen", meer dan een miljoen bezoekers.

### Voornaamste attracties
De bekendste attracties in Valkenburg zijn:
- Gemeentegrot, Fluweelengrot, Romeinse Katakomben, Steenkolenmijn Valkenburg, MergelRijk, De Grottentocht en andere mergelgrotten
- Museum Valkenburg
- de ruïne van de Wilhelminatoren (ingestort in 2025) en de voormalige Kabelbaan Valkenburg
- Rotspark en Openluchttheater Valkenburg
- Kuurpark, Thermae 2000 en Holland Casino
- Sprookjesbos Valkenburg (gesloten sinds juli 2024)
- Par'Course (met Shimano Experience Center en Amstel Gold Race Xperience)
- Pretpark De Valkenier (gesloten in 2021)

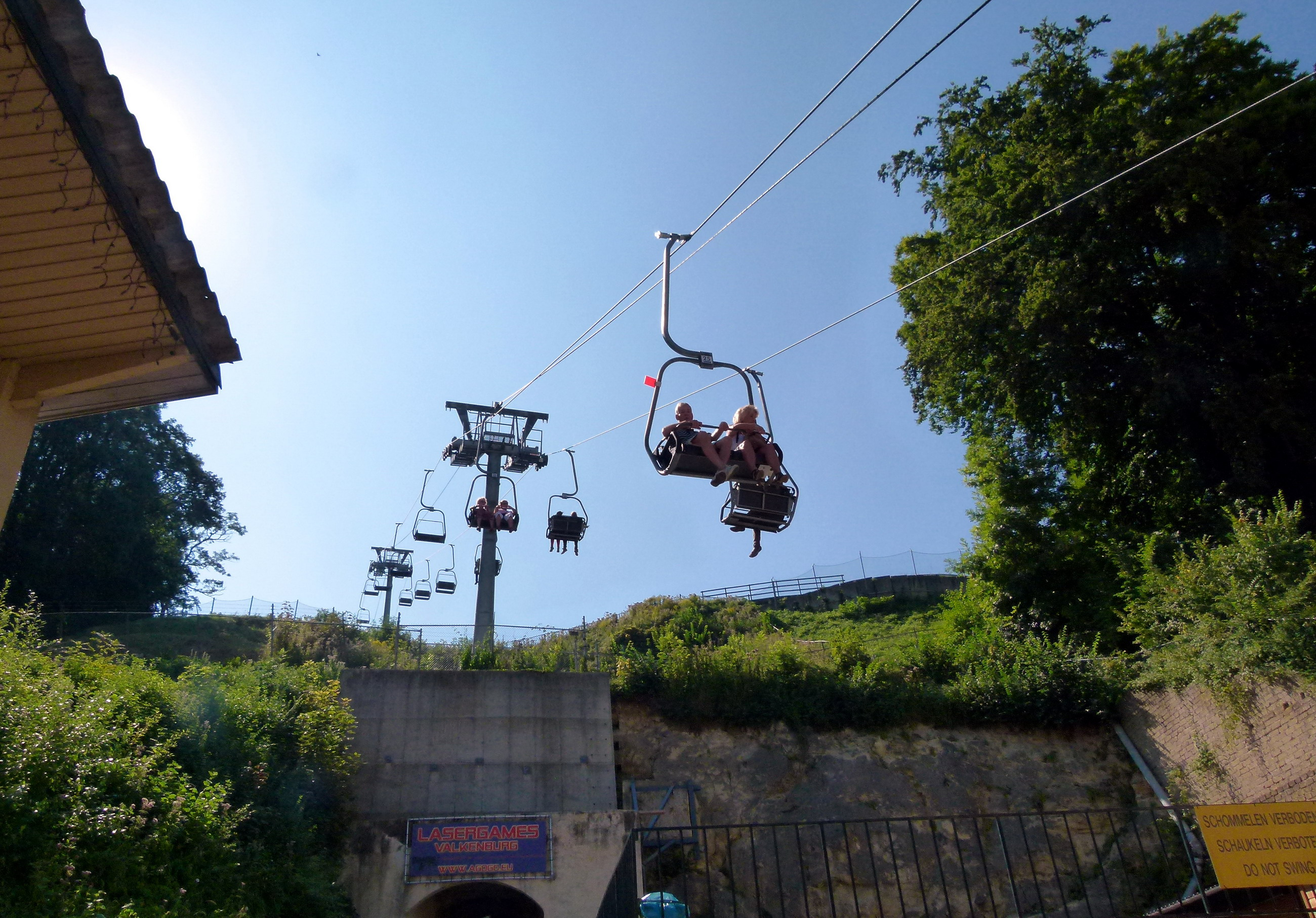
Kabelbaan
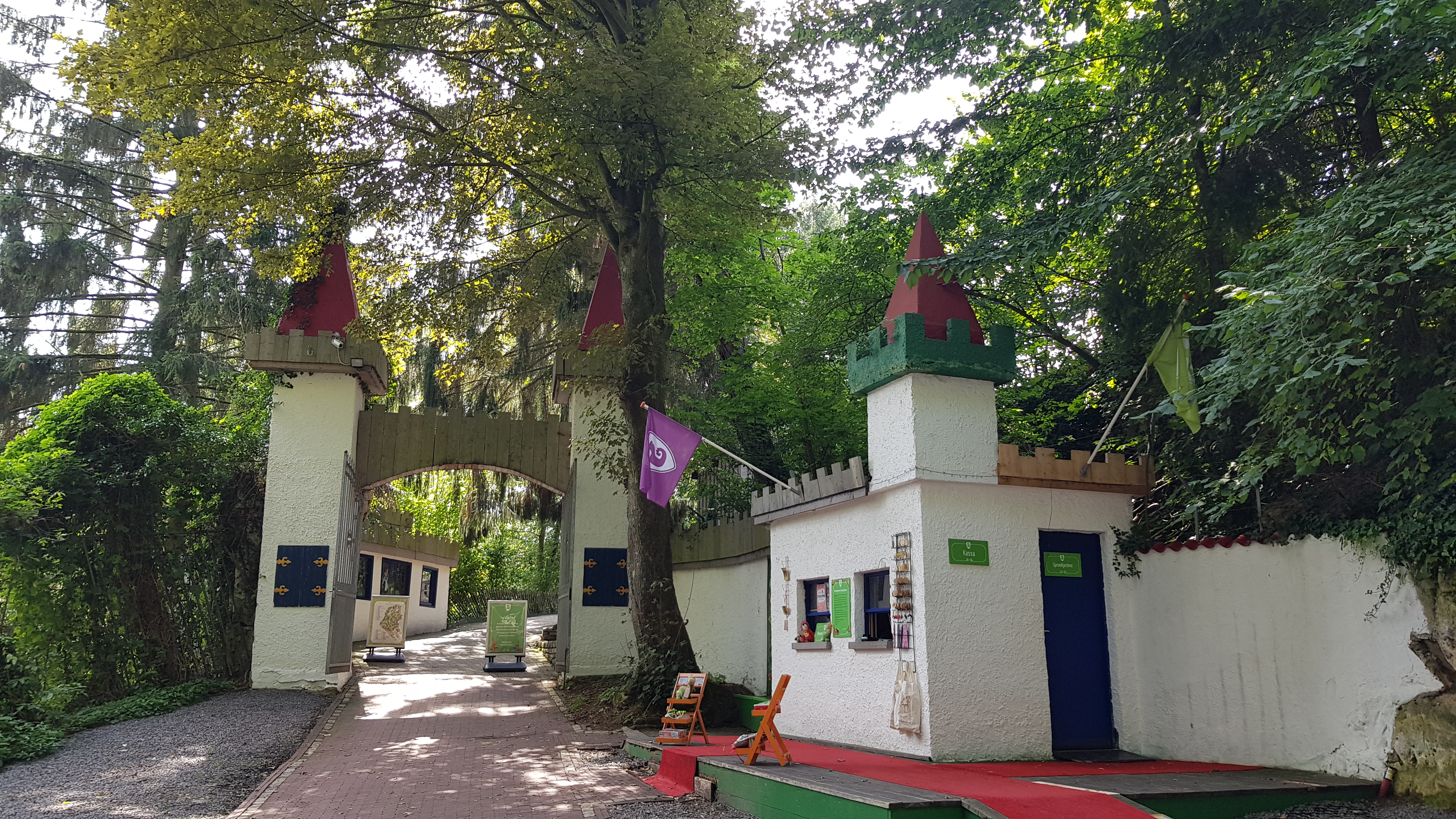
Ingang Sprookjesbos
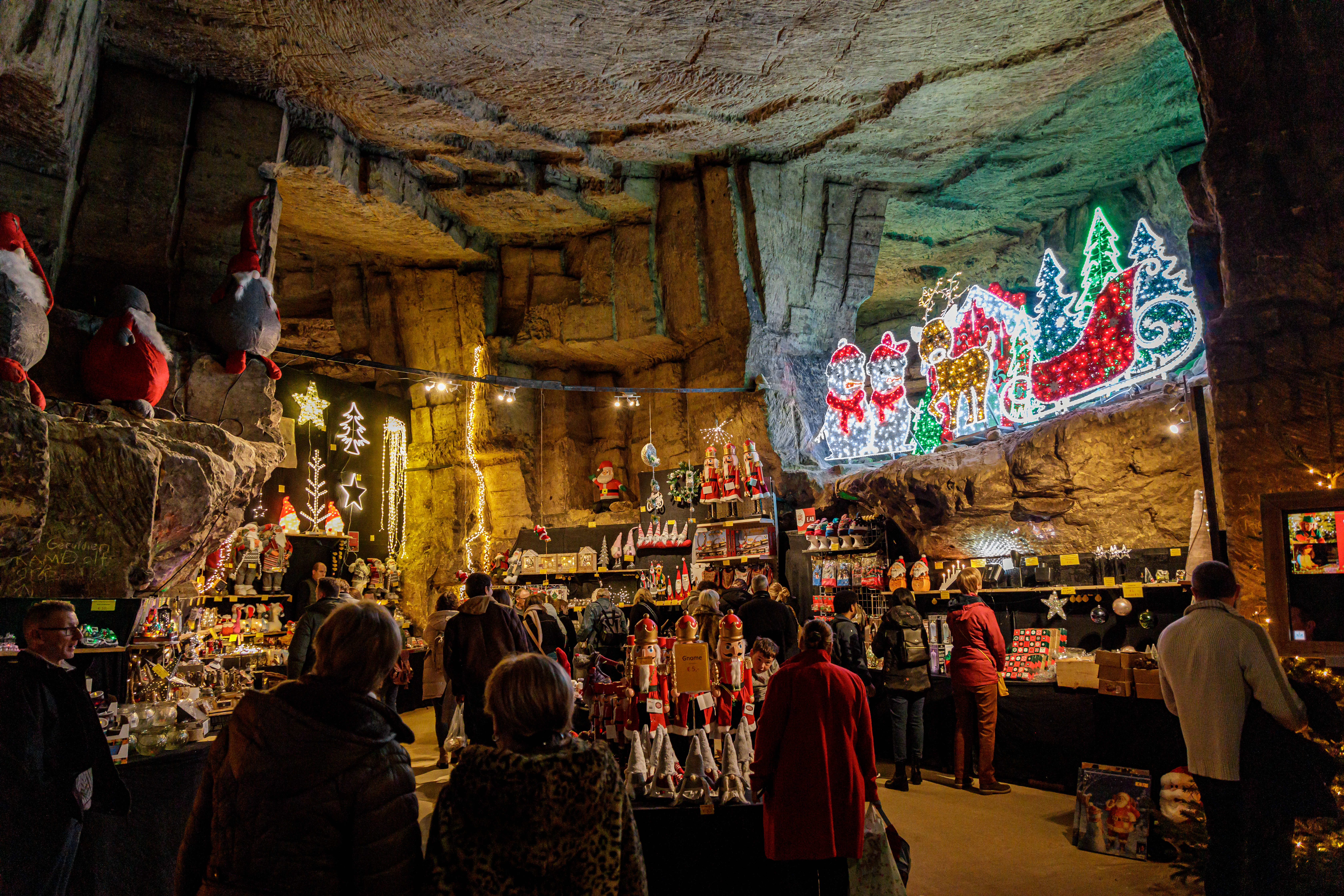
Kerstmarkt in de Gemeentegrot
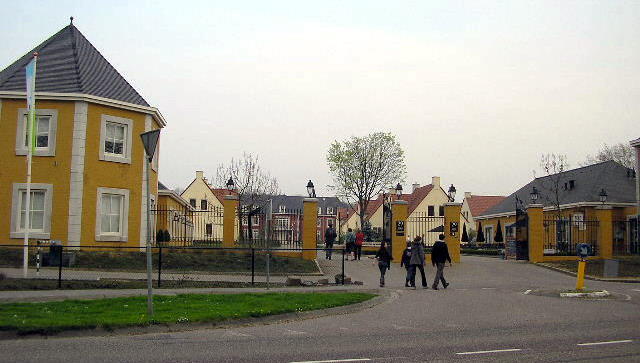
Vakantiepark Landal
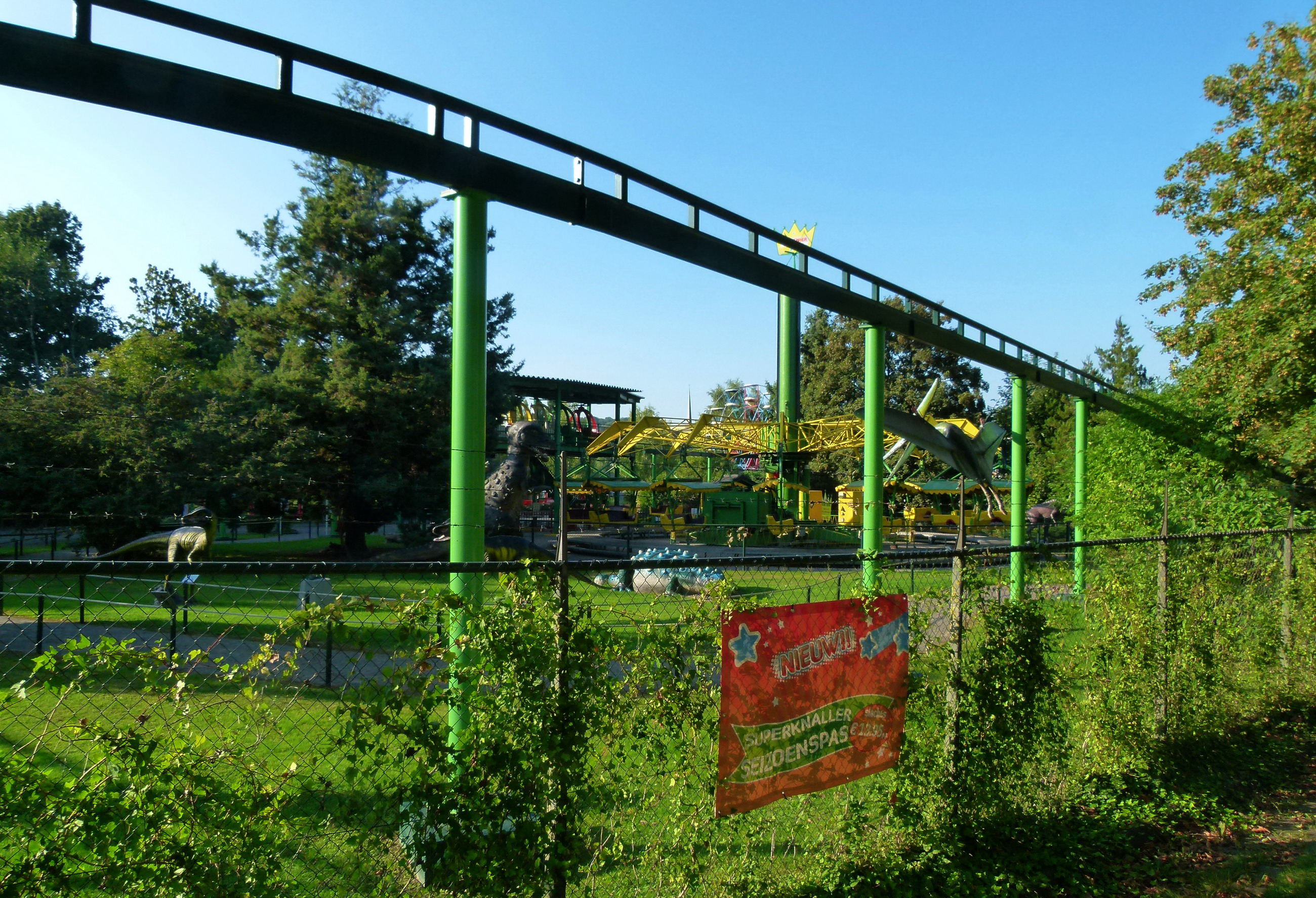
Pretpark De Valkenier (gesloten)

## Sport, recreatie en natuurbeleving

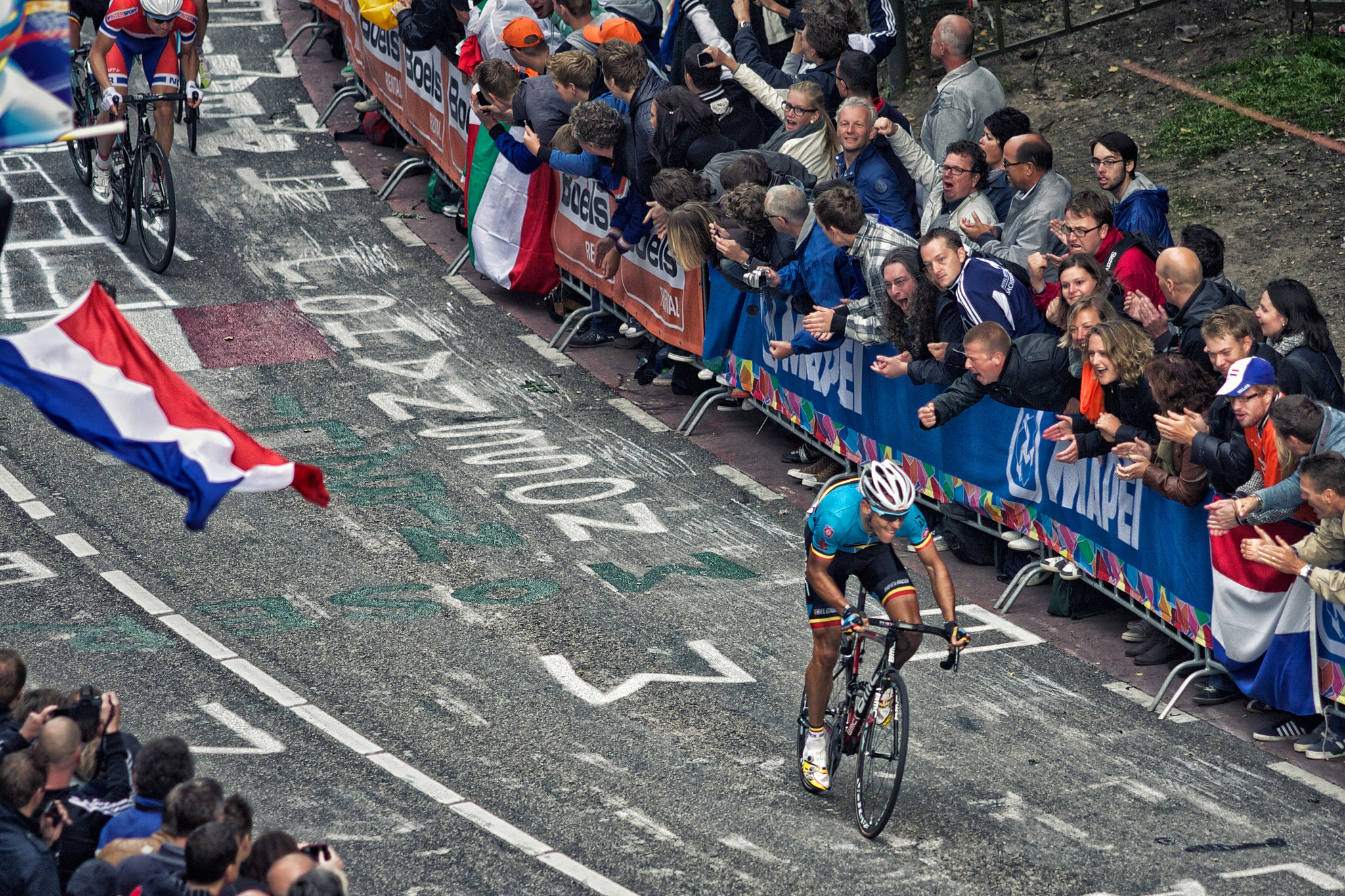
WK wielrennen 2012: Philippe Gilbert springt weg op de Cauberg en wint goud.

### Sport
In Valkenburg zijn een groot aantal sportverenigingen actief. Het belangrijkste sportcomplex (met o.a. voetbalvelden van VV Walram en tennisbanen) is Sportpark Oost, vlak bij Kasteel Oost. De Polfermolen is een multifunctioneel centrum waarin onder andere een overdekt zwembad, een sporthal en fitnessruimten zijn ondergebracht. Daarnaast is er handbalvereniging HV Marsna IASON Combinatie een fusieclub van Valkenburg en Meerssen. Jaarlijks in september is er de hardloopwedstrijd de 'Valkenburg Half Marathon'. De Limburgse klim- en bergsportvereniging de Vallekebergse Alpe Vrung, opgericht in 1968, bestaat uit actieve bergbeklimmers

### Wielrennen
Valkenburg is zowel nationaal als internationaal bekend als locatie van wielerevenementen. Zo is er vijf keer het WK wielrennen op de weg verreden (in 1938, 1948, 1979, 1998, 2012) en zijn er twee keer etappes van de Ronde van Frankrijk aangekomen (in 1992 en in 2006). Op het nationale vlak is de plaats herhaaldelijk het toneel van landskampioenschappen en aankomsten in meerdaagse koersen. De Cauberg is een belangrijke klim in de Amstel Gold Race Nederlands enige wielerklassieker. Sinds 2013 ligt de finish niet langer op de top van deze heuvel, maar een kleine twee kilometer verderop in het dorp Vilt.
In 2012 werd de Hill of Fame onthuld op de Cauberg, bestaande uit stalen tegels waarmee de wereldkampioenen wielrennen worden geëerd. Deze dienen ter vervanging van de paaltjes met plaquettes die eerder in het Kuurpark werden geplaatst.

## Bekende inwoners

### Geboren in Valkenburg
- Wien Cobbenhagen (1950-2015), beeldhouwer en medailleur
- Sjef Diederen (1932-2012), zanger en liedjesschrijver
- Els Diederen (1946), dichteres, schrijfster
- Theodoor Dorren (1857-1937), samensteller van Valkenburgs woordenboek (1917)
- Martin Eurlings (1946), politicus, burgemeester van Valkenburg aan de Geul
- Camiel Eurlings (1973), minister van Verkeer en Waterstaat in het kabinet-Balkenende IV
- Jan van Hout (1908-1945), wielrenner
- Marjon Lambriks (1949), operettezangeres
- Marc Lotz (1973), wielrenner
- Raymond Meijs (1968), wielrenner
- Christiaan Alfons Prevoo (1855-1929), architect en stedenbouwkundige
- Charles Quaedvlieg (1823-1874), kunstschilder
- Gerlach Royen (1880-1955), taalkundige
- Guus Smeets (1948-2020), zanger en liedjesschrijver

### Woonachtig (geweest) in Valkenburg
- Hans Coumans (1943-1976), kunstschilder
- Pierre Cuypers (1827-1921), architect, ontwerper
- Jan Hanlo (1912-1969), dichter en schrijver
- Erie Klant (1912-1990), dompteur, dierentuinbeheerder
- Lei Molin (1927-1990), kunstschilder
- Rob Ruijgh (1986), wielrenner
- Pierre Schunck (1906-1993), verzetsstrijder en zakenman
- Erich Wasmann s.j. (1859-1931), pater, entomoloog

## Trivia
- Het album De jolige joffer uit de Suske en Wiske-reeks speelt zich af op verschillende locaties in en rondom Valkenburg.
- De autobiografische boeken van Irmgard Smits (Nederlands jongste schrijfster) spelen zich af in Valkenburg.